# 機動戦士ガンダムAGE
『機動戦士ガンダムAGE』（きどうせんしガンダムエイジ、英: MOBILE SUIT GUNDAM AGE）は、2011年（平成23年）10月9日から2012年（平成24年）9月23日までMBS・TBS系列にて放送された日本のテレビアニメ、およびそれを原作としたメディアミックス作品群。有人ロボット兵器同士による宇宙戦争を描いた、「ガンダムシリーズ」作品の一つ。キャッチコピーは「三つの運命が 歴史になる＿＿＿」。全49話。平均視聴率は2.56%。

## 概要
本作はガンダムシリーズのテレビアニメとしては通算14作目に当たり、コンピュータゲームメーカーのレベルファイブが企画協力として参加した、同シリーズとしては初めてのゲーム化を前提としたメディアミックス企画である。テレビアニメ以外にも、レベルファイブが開発するコンピュータRPG『機動戦士ガンダムAGE ユニバースアクセル/コズミックドライブ』が発売されているほか、本作のプラモデルやフィギュアを使用するキッズ向けアーケードゲーム『ゲイジングバトルベース』が稼動している。また、レベルファイブの手がける作品群とのかかわりが強い『コロコロコミック』での漫画掲載など、ガンダムシリーズでは初めて小学館が発行する雑誌とのタイアップが試みられている。
主役モビルスーツであるガンダムが、同じ血筋を持つ3人の主人公によって乗り継がれる100年3世代に渡るストーリーであり、それに伴いガンダムもAGE-1からAGE-2、AGE-3、そしてAGE-FXへと進化していく。このような形で世代交代を描くことは、舞台やキャラクターの設定に労力がかかるため、従来のテレビアニメ作品ではあまり用いられることがなかった展開である。また、近年のガンダムシリーズ作品では、物語初期から敵味方を含む複数のガンダムが登場していたが、本作では主人公が操縦する機体以外のガンダムが登場しない情勢から物語が始まる。これはガンダムというMSを1機だけの特別な存在としつつ、改良やパーツの換装によって機体バリエーションを増やし、プラモデル（ガンプラ）など玩具商品の種類を増やすという近年の仮面ライダーシリーズにも似た意図がある。
視聴者対象としては、従来のガンダムシリーズ作品を観ていない子供世代から、近年のシリーズ作品には縁が遠くなっていた父親世代まで、幅広い年齢層が想定されていた。本作では、従来の大人向けに作られてきたガンダムシリーズの内容を、子供にも理解できるよう翻案するという方向性が意図されており、脚本では難解な専門用語を乱用するような台詞回しが避けられている。『Great Mechanics』2012年6月号のインタビューによると、設定に曖昧な部分が多い理由に関しては、「初期シリーズのようにムック本やファンの考察で『AGE』の世界を作っていくためにあえて穴を作ってある」とも答えている。
一方、絵柄としては子供向けアニメに寄せたデザインを用いつつも、戦う少年の悩みや苦しみといった重くシリアスな要素も導入することで、「従来のファンを落胆させるような作品にはしない」という方向性も志向されており、物語の随所に過去のガンダムシリーズのオマージュを散りばめた作風にもなっている。
2013年2月20日に第2部・アセム編から第4部・三世代編を元にアセムとゼハートを中心に再構成したOVA『機動戦士ガンダムAGE MEMORY OF EDEN』の制作が決定され、2013年7月26日に発売された。詳しくは#OVAを参照。

## 企画の経緯
本作は、バンダイナムコゲームス（現・バンダイナムコエンターテインメント）の鵜之澤伸副社長が、レベルファイブ社長でゲームクリエイターである日野晃博に100万本売れるガンダムゲームを作らないかと打診したところ、日野からTVアニメの企画段階から参加させて欲しいと返され、サンライズのプロデューサーを紹介した事が始まりである。
本作の想定視聴対象が若年層まで幅広く取られているのは、2011年の放送時点でガンダムシリーズのファンが高年齢化し、子供の間で『ガンダム』の認知度が低くなっているという状況を危機と捉えたための方針でもある。事実、サンライズの宮河恭夫常務は、2009年にガンダム30周年を記念して実物大ガンダムを建てたイベントで、参加したファンの多くが父親世代となった事に強く危機感を持ち、子供のファン層育成に強い決意を示している。また同時期に旧来のファン向けに展開されていた『機動戦士ガンダムUC』と差別化する意図でもあった。毎日放送のプロデューサーである丸山博雄はこうした意図を「子供向け」ではなく「もっと子供にも見てもらいたい」というコンセプトであるとし、本作をガンダムシリーズの入門編として見てもらえることを期待した企画であったと説明している。
日野が本作のシリーズ構成として起用された理由は「幅広い世代に見てもらえる作品」というコンセプトを掲げる上で、アニメ業界以外でそのようなテーマを掲げて取り組んでいる人材を取り入れるためであった。また、本作が放送される2011年は映像ソフトの記録媒体がDVDからBlu-ray Discに移行する過渡期で買い控えの風潮もあったことから、映像ソフトよりも関連ゲームソフトの売り上げが重要視されていた。
2008年にはすでに日野の手によって雛形となる企画書が出来上がり、外部企業が企画段階から参入するのは、ガンダム史上初めてのこととなった。「100年に渡る3世代の物語」という骨子は、この時の日野の提案によるものである。一方、謎めいた敵勢力といった新機軸の設定は監督の山口晋が提案したものであり、どちらかというと日野はガンダムシリーズの第1作『機動戦士ガンダム』の枠組みに沿った保守的な作風を意識していたという。結果的に本作では、スペースコロニーでの宇宙生活や宇宙戦争といった、ガンダムシリーズとしてはオーソドックスな世界設定が構築されることになる。
日野は、ガンダムシリーズ第1作とその直接的な続編で監督を務めた富野由悠季と過去に対談した経験から、ガンダムが支持された理由を「すべての人の中にある女々しさを描くことである」と解釈し、それを年少の視聴者に伝えるように務めたという。当初の企画書に書かれたストーリーは、ゲームのシナリオのように出来事を羅列した構成となっていたため、その点は改善を要した。設定やストーリーについては主要スタッフ間でも、時間をかけて詳細な打ち合わせが行われた。本作の特徴の一つとなった、従来のガンダムとは異なる極端にディフォルメされたキャラデザインは、子供向けを意識した日野の提案によるものであった。また日野はストーリー構成に当たり、本作の大半の話で脚本を自ら担当した他、週1回5 - 6時間かけて開くシナリオ会議にも毎週出席し、企画書には星印付きで「必須セリフ」を書き込み、少しの省略も加筆も許さないなど、非常に熱心に関わっていた。一方、監督の山口は作品全体の監督に徹していたため、絵コンテや演出として関わったのは第1・2話とオープニング映像に留まっており、今までのガンダムシリーズ作品の監督と比べて自ら演出に関わる事が少なかった。
放送終了後のインタビューで、日野は本作について企画段階では1年半（6クール）続けるという案もあった事を明かした。これは本作でエグゼクティブプロデューサーを務めていた、サンライズの宮河恭夫からの提案であったという。監督の山口は、本作の大きな特徴の一つであったAGEビルダーが、作中にあまり登場しなかった原因として、3世代主人公であったためストーリーをこなすのが精一杯となり、全体的に尺が足りなくなってしまった事を理由に上げている。また日野は本作について「ファンの反応を意識するあまり、振り切ることができなかった」と述べている。
なお、放送終了後に制作が発表された特別編である『機動戦士ガンダムAGE MEMORY OF EDEN』では一部スタッフがTVシリーズから変更されており、監督はTVシリーズの演出を担当した綿田慎也が新たに務める（TVシリーズの監督である山口は演出協力として関わっている）。構成と脚本には木村暢が就任し、日野はストーリー監修へと異動する。

## 評価

### 放送前の評価
ガンダムシリーズでは、新作が発表されるたびにファンの間で賛否両論の声が寄せられることが常となっており、本作も例外ではない。本作の場合、放送前に公表されたキャラクターデザインの絵柄などの事前情報から、本作の内容が従来のシリーズ作品より年齢層を下げた子供向けの作品であるという憶測が流れ、そうした前評判に基づき、本作では賛否両論というよりも、否定的な声の方が多く寄せられた。これは本作の新機軸が従来ファンの切り捨てと受け取られたための反応で、製作側もそうした反発は懸念していたとされるが、そのような従来ファン層の切り捨てについては公式の発言では否定されている。一方、2011年にレベルファイブが手掛けたコンピュータゲームおよびテレビアニメ作品『ダンボール戦機』のプラモデル展開が商業的な成功を収めていたことから、模型業界からは高い期待が寄せられた。実際、放送開始に合わせて販売が開始されたプラモデルも商品としてのクオリティが良好で、出足は良かったという。
日野は第1話の放送と前後し、自身のTwitter上で、構成上の展開には視聴者を驚かせる要素が用意されていると明かしつつ、そうした展開への反応が楽しみであると述べた。また批判についても「物語が大きく動く第3話まで見た上で判断して欲しい。それでも批判するなら受け入れる」と呼び掛けたが、その一方で第2話の放送日に行われた関連イベントでは、日野は「ガンダムの怖さを知りました」とも発言。インターネット上の反応を非常に気にしていた様子を見せた。
登場人物の声を演じる声優のキャスティングについては徹底的な情報統制が敷かれ、放送日まで伏せられたが、「PVからの推測」として飛ばし記事を報じるニュースサイトもあり、不正確な情報も流れた。同様にメインスタッフについても、放送開始まで一部を除きほとんどの情報が伏せられていた。

### 放送中の評価
物語の序盤は、敵の襲撃によって崩壊の危機に立たされたスペースコロニーからの脱出という、サスペンス的な展開で幕を開けた。放送が始まると、旧来のファンからは作劇上の矛盾や御都合主義的な展開といった、設定、脚本、演出の詰めの甘さに対する批判や、敵勢力の正体が伏せられているために従来作品のような対立ドラマが描かれない点に対する困惑も寄せられたが、中には好意的な評価もあった。また、ヒロインの魅力にも注目が集まり、最初の主人公と結ばれて次世代の主人公の母となるのが、2人のヒロインのどちらになるのかという点についても、放送開始当時は視聴者からの関心が寄せられた。第6話では、ゲストキャラクターのイワーク・ブライアが下層階級の窮状を訴え支配階級を非難する場面での、集中線のエフェクトを用いた演出が視聴者の話題となり、その場面でイワークによって発せられた「強いられているんだ!」というフレーズがインターネットミームとなった。第1部の終盤となる第14-15話では、ヒロイン（ユリン・ルシェル）の死や復讐を主題にしたドラマなど、低年齢向けアニメという前評判を覆すようなシリアスな展開も描かれた。
第1部の「フリット編」に対する反響は「いろんな意味で話題」とも形容された。大人向けと子供向けの両取りを意図した作風は練り込み不足でちぐはぐな印象を与えるものとなってしまい、従来のファンからは子供向けを意識し過ぎとして受け取られ、さらにターゲットとしていた子供層からの反響も芳しくなかった。バンダイは放送開始直後に行ったアンケートの結果を分析し、戦争やスペースコロニーでの宇宙生活といったガンダムシリーズの約束事が、ターゲットとしていたKIDS層（4〜12歳の男女の子供層）からの共感を得られていないという実態を明らかにしている。
Blu-ray Discの予約が開始されると、大手通販サイトであるAmazon.co.jpの投稿者レビューには批判的評価が数多く寄せられて「炎上」とも呼べるような様相となり、投稿者の7割が5段階評価の1をつけていることがニュースサイトで紹介されたが、こうした投稿者レビューの炎上は過去にも幾つかの前例があり、熱いファンが多い作品故の出来事であると評された。
第2部「アセム編」は、第1部とは大きく雰囲気を変えて開始された。バンダイが放送開始後にKIDS層に対して行ったアンケートの結果を反映し、導入には当初の予定を変更して主人公の学園生活を盛り込むなど、年少の視聴者からの親しみやすさを意識したストーリー修正が行われた。この結果、Twitterに寄せられた感想を見る限りでは、第2部は今までの苦労に比べ総じて好評を受けたという（日野Twitter）。
過去のガンダムシリーズでは中盤以降や放送終了後に人気が出た作品も珍しくなく、また（従来作品同様4クールではあるが）全3部という区切りのある構成はテコ入れが容易であることから、第2部以降での巻き返しに期待が寄せられた。しかし本作はゲーム化を前提とした特殊な企画であったため、テコ入れや軌道修正が企画上困難であり、構成・脚本面など批判の一因となっていた多くの問題点を最後まで残す事になった。その後も視聴率の低迷は続き、KIDS層の支持も好転することは無かった。このことは「業界全体に、ガンダムというジャンルそのものの終焉を感じさせた」と指摘する出版関係者もいる。
バンダイホビー事業部の西澤純一は、本作の反応の悪さには当初あまり危機感を抱いていなかったが、放送開始から三ヶ月が経った後もユーザー側からポジティブな要望が来なかった上に、本作への批判の声が多かったと述べている。また同事業部の馬場俊明は、設定面で意図的に多くの隙間を作ることで、ファンがその隙間について自由に考え、いろいろなアイディアを出してくれると期待していたが、ほとんど反応がなかったとも述べている。この傾向はプラモデルにおいても出ており、馬場は「もっと設定面で取っかかりとなる要素を用意すべきだった」と述べている。その一方で西澤は、ユーザーによる組み換えや改造がリアルタイムで見られたのが本作の特徴であり、プラモデルをいじり倒して遊ぶというポリシーが受容されていったのは感慨深いとも述べている。

### 商業的状況
視聴率はTBSで2%台、MBSと名古屋(CBC)では約4.5%で推移し、6%程あった『機動戦士ガンダムSEED』や5%程あった『機動戦士ガンダムSEED DESTINY』、4%程あった『機動戦士ガンダム00』を大きく下回り、最終的には平均視聴率2.56%という結果となった。特に世代別視聴率を見てみると、特にターゲットとしていたKIDS層（4 - 12歳の男女の子供層）は常に低く、「測定不能」を記録することもあり、KIDS層の平均視聴率は、それまでのガンダムシリーズとしては過去最低であった、機動戦士ガンダム00 2nd seasonの2.13%を下回る、1.01%を記録している。またプラモデルも放送前の期待や出足の良さに反して、売上不振が噂された。2月10日に発売されたBlu-ray Disc第1巻初回限定版の初動売り上げは1,991枚、3月時点の累計枚数も2,300枚程度と、歴代ガンダムシリーズの映像ソフトの売り上げとしては振るわないものとなっている。主題歌CDも同様であり、これまでMBSが製作に関わったガンダム作品の主題歌とは対照的に、オリコンランキングではTOP10圏外の作品が大半となり（下記参照）、売上枚数も大幅に落としている。
一方で、投資家の間では商品化権収入が好調と判断され、創通の株価などに好影響を与えたという分析もある。またアジア圏においては好調を示しており、2011年10月より本放送と平行してアジア29カ国に同時配信を行い、配信と同時に中国など10ヵ国・地域でプラモデルを販売した。2012年1月までに視聴者は延べ640万人を突破した。バンダイのトイホビー事業でも小学生男児向けのシェアを『ダンボール戦機』と共に拡大させている。
バンダイ代表取締役社長である上野和典は、商業的に苦戦し肩を落とす本作品関係者に対して「右往左往するな」と発言している。こうした上野の姿勢の背景には、『機動戦士ガンダムUC』が牽引役となったガンダムシリーズ関連事業全体の好調ぶりがある事が指摘されている。上野はまた、本作品の展望について「ターゲットに浸透するのに少し時間がかかると考えている。過去のガンダムがそうだったように新シリーズというのは作品の魅力や世界観が伝わるまで半年位かかる。そのかわり一度ファンになるとそこから先が長い」と述べている。
本作は元々100万本売れるガンダムゲームを作るための企画の一環であり、2012年8月30日に『機動戦士ガンダムAGE ユニバースアクセル／コズミックドライブ』の2バージョンが発売された。しかしメディアクリエイトの調査による週間売上げランキングでは、両バージョン併せての売上げは、初週35,903本、2週目7,309本に留まり、3週目でランキング外となった。エンターブレイン（現・KADOKAWA）調べでは、2012年12月30日までの累計販売本数は55,455本に終わり、当初の目標であった100万本に遠く及ばない大惨敗であった。

## 物語

### プロット
全体のストーリーは親子3世代に渡って主人公を交代しながら進行する全4部構成で進行した。第1部「フリット編」、第2部「アセム編」、第3部「キオ編」、そして三人の主人公が結集する最終章第4部「三世代編」と、主人公の名前で区切られている。フリット編からアセム編および、アセム編からキオ編への移行間には、共に20数年ほどの大きな時間経過があるが、最終章となる三世代編はキオ編から約一ヶ月後と時間の経過が少なく、実質的にはキオ編の延長であり、そこに前世代2人の主人公が関わりあっていく展開となっている。
従来のガンダムシリーズでは、勢力・思想の異なる人類同士の対立が明確に描かれることが多いが、第1部（フリット編）は、敵対勢力の詳細が明かされていない状態で物語が始まる。その正体については、物語開始時から遡ること150年前に火星圏へと移民しつつも棄民となった地球人の末裔という真相が用意されているのだが、第1部の最後までは真相やその目的が視聴者に対して伏せられており、作中の登場人物たちは政府の情報操作により相手を宇宙人であると思い込まされている。第1部の主人公フリットと、ガンダムの母艦の艦長となるグルーデックは、いずれも敵対勢力に家族を殺されており、他の登場人物から復讐の是非を問われつつも、自分たちが味わった悲劇を繰り返さないという大義の元で戦いを進め、共通の敵に立ち向かう必要性を説いて仲違いする味方勢力をまとめていく。ただし企画やシリーズ構成に携わった日野によれば、作中でフリットらが貫こうとする復讐は「ある意味、間違った正義」であるとされ、第1部の終わりに敵対勢力がその正体を明かす場面では、再び復讐についての問答が描かれる。

### ストーリー
人類が宇宙に進出して数百年が経過した未来の地球圏。宇宙の覇権をめぐり人間同士で争う血の時代を経て、地球連邦の成立を期に平和が訪れたかに思われたが、それは一瞬に過ぎなかった。
A.G.101年、突如地球圏に襲来した謎の敵UEによって、スペースコロニー「エンジェル」が破壊された事件「天使の落日」を端緒とし、UEと地球連邦軍の戦いは終わることなく続いていた。 
物語は、故郷のコロニーをUEに襲撃された当時7歳の少年・フリット・アスノが、死に際の母親マリナ･アスノからAGEデバイスを託される場面から始まる。そしてフリットとその息子アセム・アスノ、孫のキオ・アスノら3世代の少年たちと、彼らが代々乗り継ぐ“ 救世主 ”の伝説を受け継いだモビルスーツ「ガンダム」を軸として、最終的には100年に渡って続くことになる戦いの記録を描いていく。

#### 第1部・フリット編（第1話 - 第15話）
A.G.115年。14歳に成長したフリット・アスノは、AGEデバイスのデータを元に、連邦軍の後ろ盾も得て、伝説の救世主の名を持つ最強のMS「ガンダムAGE-1」を開発する。そして移り住んだコロニー「ノーラ」に再びUEが襲来したことを期に、はからずも自らAGE-1に乗りこみ戦うこととなる。「ノーラ」はUEの攻撃で破壊されるが、フリットは襲撃の中で出会った少女ユリン・ルシェルの助けもあってUEを退け、またコロニー住人の退避も基地司令官ヘンドリック・ブルーザーの自己犠牲と引き換えに成功する。一方、腐敗した地球連邦軍を信用せず独自にUEへの復讐を進める基地副司令官グルーデック・エイノアは、混乱に乗じて宇宙戦艦ディーヴァの艦長の地位を不正に手に入れる。その行動を目撃してしまったフリットの幼馴染のエミリー・アモンドや、友人のディケ・ガンヘイルもなし崩し的にディーヴァへ乗ることになり、フリットやMSパイロットのラーガン・ドレイス達も乗せた艦は「ノーラ」を脱出する。
「ノーラ」の住民を避難させたディーヴァは、UEと戦うための戦力を補充するため、コロニー「ファーデーン」へと向かう。新たな仲間であるウルフ・エニアクルとのAGE-1を賭けた勝負や、AGE-1をフリットよりも巧みに操る謎めいた少年デシル・ガレットとの出会いを通じて、フリットがまだパイロットとしては未熟であることも描かれる。「ファーデーン」においてフリットはコロニーの住人、イワーク・ブライアを通して、「ザラム」と「エウバ」という2つの旧国家派閥の対立の現状を知らされ、過去の遺恨から戦い続ける2つの勢力の戦いを批判するが、「ザラム」の指導者ドン・ボヤージからは、フリットやグルーデックもまた過去の遺恨を動機として戦っていることを指摘される。しかし、ボヤージと「エウバ」の指導者ラクト・エルファメルの2人は、共通の敵であるUEの脅威を目の当たりにしたことで、一時協調してUEと戦うことを誓う。かくして「ザラム」と「エウバ」、AGE-1の新ウェア「タイタス」を獲得したディーヴァ。そこでグルーデックはディーヴァの乗員たちに伏せていた真意を明かし、ディーヴァは乗員たちの賛同を得て地球連邦軍の指揮下を離脱する。直後に襲撃してきたUEとの艦隊戦において、ボヤージと「ザラム」陣営数名の戦死と引き換えに戦果を上げる。一方、戦闘の中でフリットはUEの側にデシルの存在を感じ取る。
ディーヴァはコロニー「ミンスリー」へと向かい、大富豪アルザック・バーミングスからの支援を受け、更に並行してマッドーナ工房のムクレド・マッドーナの手助けにより艦の強化を行う。また、フリットはバーミングスの元に引き取られていたユリンと再会し、彼女のためにもUEと戦う決意を強くする。一方でディーヴァは、「ミンスリー」出航時にグルーデックを追ってきたストラー・グアバラン率いる連邦軍と対立するが、共通の敵であるUEの襲来に対して共闘する形となり、危機を救われた連邦軍はディーヴァを見逃す。
UEの本拠地としてグルーデックが目星をつけた宇宙要塞アンバットでの攻防戦が始まるのと前後し、フリットは、かつてユリンやデシルが見せた「Xラウンダー」と呼ばれる能力に覚醒していく。一方、ファーデーンでフリットに敗れたデシルは、誘拐してきたユリンをUEの機体のパーツとして組み込むことによって自分の能力を強化。またフリット自身も新ウェア「スパロー」を用いてデシルの再戦に挑む。戦闘中、フリットのスキを突いた攻撃をユリンが庇って戦死してしまう。その後のデシルの発言に激しい怒りを感じ、Xラウンダーの能力に覚醒したフリットの前にデシルは敗れる。憎悪に駆られたフリットと、自らの手で復讐を完遂しようとするグルーデックは、戦いの末にアンバットの司令室で合流するが、彼らはUEの司令官ギーラ・ゾイから、UEの正体が、地球連邦政府に見捨てられたヴェイガンと呼ばれる火星移民の末裔であったことを知らされる。フリットはそんなギーラに向けた銃の引き金を引けなかったが、グルーデックはギーラを射殺する。
アンバット攻略は成功するが、グルーデックは独断行動の全責任を自ら背負う形で逮捕される。連邦政府は一連の真相を隠蔽し、フリットやクルーデック達が成し遂げたアンバット攻略を、自分達の戦果だと偽って国民に発表した。

#### 第2部・アセム編（第16話 - 第28話）
A.G.140年。「コウモリ退治戦役」と名付けられたアンバット攻略戦から25年が経過したが、火星圏に本拠を持つヴェイガンと地球連邦軍との戦争は続いており、フリットは地球連邦軍総司令部の司令官となっていた。フリットの息子であるアセム・アスノは、コロニー「トルディア」で級友たちと学園生活を謳歌していたが、17歳の誕生日に父からAGEデバイスを託される。ある日、アセムの学校にヴェイガンのスパイであるゼハート・ガレットが身分を隠して転校してくる。それに併せて「トルディア」へヴェイガンが襲来する。アセムは父が隠していたガンダムAGE-1に乗り込み、苦戦しながらも勝利を収めるが、ゼハートは陰からその様子を監視していた。そしてゼハートはアセムの所属するMSクラブへと入部し、アセムや学園のアイドル、ロマリー・ストーンとの関係を深める。
ゼハートの転校から1年半。アセムたちは学園の卒業式を迎える。式典の最中に憲兵がゼハートをヴェイガンのスパイとして連行しようと乱入するが、アセムの擁護とヴェイガンの工作員であるダズ・ローデンの機転でその場は収まる。その後に発生した戦闘で、アセムとロマリーはゼハートの素性を知る。
連邦軍に入隊したアセムとロマリーは戦艦ディーヴァに配属され、同僚のアリーサ・ガンヘイルや隊長のウルフ・エニアクルといった新しい仲間と出会い、新型ガンダム「ガンダムAGE-2」を受領する。一方、ゼハートはヴェイガンの指導者、フェザール・イゼルカントから地球制圧軍の総司令に任命される。新型機ゼイドラに乗り換えたゼハートの急襲を受けながらも、ディーヴァは連邦軍総司令部ビッグリングに到着する。そこで受けたパイロットテストの結果を知って、Xラウンダーの適性が無い自分に悩むアセムをウルフは知り合いのマッドーナ工房へ連れ出して、フリットの「AGE-1」と、ゼハートの「ゼイドラ」とを相手にMSシミュレーションをさせる。そんな中、ビッグリングへゼハート率いるヴェイガンの艦隊が侵攻してくるが、アセムたちやフリットのAGE-1の活躍でその場を凌ぎ切る。かつてのディーヴァ艦長グルーデック・エイノアの死や、コールドスリープから目覚めたデシル・ガレットの襲撃などの出来事の中、父の自分への態度やソロンシティを巡る意見の対立から、アセムは彼との確執を深め、Xラウンダーになりたいという拘りも捨てきれず、ヴェイガンから鹵獲したXラウンダー強制装置「ミューセル」の無断借用など、命令違反を繰り返してしまう。しかし、AGE-2の新ウェア「ダブルバレット」の完成や、ヴェイガンのXラウンダー部隊「マジシャンズ8」との戦闘を経てウルフから諭され、自分なりのスーパーパイロットになることを決意する。
そんな折、イゼルカントからの新作戦を聞いたゼハートは、移動要塞ダウネスを中心とした大部隊をコロニー「ノートラム」の宙域へ侵攻させる。連邦側は戦略兵器「フォトンリング・レイ」を使用するなど総力戦となり、アセムは激闘の末にデシルを討つことに成功するが、その代償としてウルフの戦死という悲劇を経験する。「ノートラム」の接収という相手の意図を察知したフリットも出撃し、最終的にヴェイガン側はダズやマジシャンズ8を失い、ダウネスも大破する。だが、要塞は制御不能となり地球へ落下し始めてしまう。ゼハートと戦っていたアセムは状況を打開するため要塞内部に侵入し、ゼハートもそれに続く。落下阻止という共通の目的で彼らは和解し、爆破作業を行って脱出する。大気圏上でダウネスは破壊され、アセムやディーヴァは地球へと降下する。
「ノートラム」を巡る決戦から1年後のA.G.142年。連邦首都ブルーシアで開かれていた慰霊式典を、ヴェイガンの残党が襲撃する。その目的は首相フロイ・オルフェノアの抹殺だった。フリットは聴衆の前でオルフェノアの正体・罪状を暴露。特務隊の隊長となったアセムの活躍によりメデル・ザント率いる残党も壊滅し、オルフェノアは拘束される。その後、フリットはヴェイガンと癒着していた人々の摘発・粛清を行い、連邦政府や軍上層部を一新する。それから3年後、アセムはロマリーと結婚式を挙げるのだった。

#### 第3部・キオ編 （第29話 - 第39話）
A.G.151年。アセムとロマリー夫妻の息子、キオ・アスノがこの世に生を享ける。そして、父のアセムは息子を一目見た後に最後の任務へと赴くが、その任務中に消息を絶つ。
A.G.164年。13歳となったキオは、地球の都市オリバーノーツで、幼馴染のウェンディ・ハーツ達と平和に暮らしていた。そんな中、オリバーノーツを突如ヴェイガンのMSが襲撃する。指導者フェザール・イゼルカントによる宣戦布告がされ、地球各地でも潜伏していたヴェイガンの地上部隊が行動を開始する。キオが祖父のフリットが起動させた「ガンダムAGE-3」に搭乗し、ゼハート・ガレット率いる一隊と戦う最中、フリットはディーヴァの発進命令を出すが、フリットを疎ましく思っている基地司令のアンディ・ドレイムスは、新米士官のナトーラ・エイナスを艦長に任命するなど、問題児ばかりをディーヴァクルーに編成し出航させる。戦闘後、ディーヴァはキオやセリック・アビスのアビス隊を乗せ、ビッグリング陥落により新たに総司令部となったロストロウランへと向かう。
キオはディーヴァ内で医療班長のユノア・アスノや整備士のウットビット・ガンヘイルらと出会い、ウェンディも艦に乗っていたことを知る。道中の砂漠地帯で、ヴェイガンの精鋭部隊「ファントム3」が仕掛けてくるが、キオはAGE-3の新ウェア「フォートレス」で彼らを撃退する。ディーヴァはロストロウランへと到着するも、基地はヴェイガンの降下部隊の戦火に晒されていた。キオは、情報漏洩のスパイ行為を行ってディーヴァから脱走した仲間のシャナルア・マレンを追うが、彼女は敵の攻撃からキオを庇い戦死してしまう。ゼハートは部下のレイル・ライトらを率い、プラズマ粒子爆弾を使って基地の破壊を試みるが、人海戦術とキオのXラウンダー能力により全ての爆弾は発見・排除される。そしてディーヴァは宇宙へと上がり、ゼハートの下には女性士官のフラム・ナラが新しく着任する。
月のルナベースへ向かうディーヴァだが、暗礁宙域サルガッソーにてキャプテン・アッシュ率いる宇宙海賊ビシディアンに遭遇する。途中乱入してきたヴェイガンとの乱戦の末、キオはフリットからビシディアン首領が父のアセムであることを知らされるが、父を認めようとしない祖父の態度にキオは疑問を持つ。その後、アセムが残したメッセージカプセルから、一行は呪われし秘宝「EXA-DB」の存在を知るが、その最中にゼハートとザナルド・ベイハートの艦隊による挟撃を受け、キオはAGE-3の新ウェア「オービタル」で出撃するも、ザナルドに捕まってしまい、一度はフリットのAGE-1による援護で窮地を脱するが、祖父を助けるため戻った所を再度捕獲され、ヴェイガンの本拠地「セカンドムーン」へと連れ去られてしまう。フリットは苦悩の末、キオ救出をアセムらビシディアンに任せる。
「セカンドムーン」にて捕虜となったキオは、イゼルカントの口から語られたヴェイガンの現状や、街中で火星圏に蔓延る死の病、「マーズレイ」に苦しむディーン・アノンとルウ・アノン兄妹と出会ったことで、これまでのヴェイガンに対する認識に疑念を抱く。キオは兄妹と親密になり、ルウのためにAGE-3の認証データと引き換えに病状抑制の薬を手に入れ、兄妹と日々を過ごすも、アセムらビシディアンの救援と時を同じくしてルウは息を引き取る。「セカンドムーン」を脱出したキオだが、その先にはイゼルカントが駆る「EXA-DB」とAGE-3の解析データを元に開発された新型機「ガンダムレギルス」が立ちはだかっていた。ザナルドの敵増援と海賊側の援軍による混戦の最中、イゼルカントはキオに「プロジェクト・エデン」の真の目的を話す。レギルスの猛攻でAGE-3は大破するが、最終的にダミーバルーンの隕石を利用したビシディアンの奇策により、キオ達は窮地を乗り切って地球圏へ帰還する。その頃、セカンドムーンでは、自らの意思で軍に志願したディーンの姿があった。

#### 第4部・三世代編 （第40話 - 第49話）
地球圏にキオが帰還して1ヶ月。家族やウェンディと久し振りに再会したキオは、父と祖父に火星圏での出来事を話すが、フリットのヴェイガン殲滅の考えは変わらず、アセムも自分はフリットと違う戦い方をすると宣言する。そして、ヴェイガンに奪われた基地ルナベースの奪還作戦が連邦軍総司令官フレデリック・アルグレアスにより発動される。キオは、大破したAGE-3を元に開発された新型ガンダム「ガンダムAGE-FX」を受領し、自分なりの考えで連邦とヴェイガン両方の人々の命を助けながら戦う道を選ぶ。
AGE-FXを駆り相手を殺さずに次々と敵機を撃破して行くキオ。アセムらビシディアンも参戦し、連邦側に有利に傾く戦場に、ゼハートと彼への評価を改めたフラムも出撃する。彼らに対しキオやアセムは通信を送って説得するが、全く聞き入られることはなかった。さらに連邦を裏切り、未だ戦況が好転しない状況に業を煮やしたエースパイロットのジラード・スプリガンがヴェイガンへ加勢する。ジラードにはかつて恋人を喪って連邦を見限った過去があり、ジラードの名もその恋人の名前を貰ったものだった。キオはそんな彼女にも説得を試みるが、即座に切り捨てられる。そこへフリットが乗る強化・改修された「AGE-1 グランサ」が救援に駆けつけ、戦場でXラウンダー同士の能力が共鳴する。そしてジラードのXラウンダー能力が暴走し、敵味方問わず攻撃を始めてしまう。一方、アルグレアスはプラズマダイバーミサイルの発射命令を出すが、裏の意図に気付いたセリックは部下と基地内に侵入し降伏勧告を行う。最終的にジラードはフリットの手で討たれ、基地のヴェイガン兵も降伏し、ここにルナベース攻防戦は終結する。しかし、その裏でイゼルカントはセカンドムーンを地球圏へ向けて移動させていた。
アルグレアスはヴェイガンの宇宙要塞ラ・グラミス攻略を次の目標にし、予備役から軍に復帰したフリットを作戦の総指揮官に任命する。一方でヴェイガンを殲滅しようとするフリットと和解を目指すキオとの間の溝は深まるばかりであった。その頃、セカンドムーンへ帰還したゼハートはイゼルカントにプロジェクト・エデンのことを問い質すが、イゼルカントの口から真意を聞かされ、ガンダムレギルスと全権を託される。だが、その試乗の際にEXA-DBを守護するという謎の巨大MS、シドと遭遇する。シドに苦戦するゼハートだが、シドとEXA-DBの存在を察知してその場に駆けつけたアセムと図らずも共闘することになり、ゼハートはレギルスの真の能力を開放してシドを撃破。また、バロノークの艦砲射撃でEXA-DBの小惑星は破壊され、EXA-DBを巡る争いは決着を迎えたと思われたが、シドは完全に破壊されずEXA-DBのコアを死守していた。
アルグレアスとゼハート双方による演説が行われ、ついに連邦軍とヴェイガンによる最終決戦が始まる。新たに「FXバーストモード」が追加されたAGE-FXも出撃するが、キオは自身の信念からそれを使用しないでいた。その最中、ダミーの艦隊を囮にラ・グラミスのディグマゼノン砲が発射され、連邦軍は大打撃を受ける。ディーンやファントム3の生き残りであるゴドム・タイナムも出撃し、さらにザナルドがゼハートに対して謀反を起こすなど、戦場は混沌としてくる。戦闘中、敵の弱点を見抜いたセリックはゴドムのグルドリンを撃墜するが、自身の機体も大破し敵艦に挟まってしまう。脱出不能な状況を悟った彼は、ディーヴァにフォトンブラスターキャノンを撃たせ、閃光の中に消える。また、キオはディーンと再会し、互いに心を通わせる。だが、そんなディーンはザナルドの手で殺され、これに激怒したキオは「FXバーストモード」を発動させてザナルドを撃退する。プロジェクト・エデンの理想を実現させようと焦るゼハートは、ラ・グラミスをセカンドムーンと結合させ、味方を犠牲にしてもディグマゼノン砲を撃つことを決意。フラムに囮役を命じる。だがXラウンダーの力でそれを予知したフリットは自らも出撃し、ディーヴァからクルーを退艦させる。そしてディグマゼノン砲が発射され、一連の出来事でフラム、レイル、ザナルド、オブライト、ジョナサンが戦死しディーヴァは撃沈される。ガンダムを逃したことを知ったゼハートはレギルスで出るが、アセムとの激闘の末に敗れ、アセムへ自身の苦悩や想いを吐露しながら戦死する。
ゼハート戦死の報を聞いたラ・グラミスの司令官ファルク・オクラムドは、最後の切り札としてイゼルカントのクローン、ゼラ・ギンスをヴェイガンギアで出撃させる。連携攻撃でゼラを抑えるフリットやアセム、キオの前に突如戦場へ復活を果たしていたシドが飛来し、ヴェイガンギアに取り付く。だが、逆にゼラはシドを乗っ取り返してひとつの融合体となる。そして暴走を始めセカンドムーンへと接触するも、エネルギーの逆流でラ・グラミスが崩壊を始め分離も出来なくなってしまう。この機を見たフリットはプラズマダイバーミサイルを持ち出しセカンドムーンを破壊しようとするが、キオとアセムの必死の説得やユリンの幻との会話でようやくヴェイガンを許し、通信で戦闘中の全軍へ向けセカンドムーン救援作業の援助要請を行う。これを聞いた両軍の兵士は協調して作業を手伝い、オクラムドは暴走し今や両軍の敵となったゼラとヴェイガンギア・シドの対処を連邦に頼む。そしてキオの猛攻によりヴェイガンギア・シドは破壊され、パイロットのゼラも救出される。時を同じくしてイゼルカントはXラウンダー能力でキオに思念を送り、感謝の言葉と地球の未来を託すことを述べ、息を引き取った。
それから37年をかけ、AGEシステムとEXA-DBを利用して開発された「イヴァースシステム」により、火星圏に住む人々を苦しめていた死病「マーズレイ」が、ついに無効化される。A.G.201年、ヴェイガン（UE）の出現から100年の月日が流れ、首都ブルーシアのガンダム記念館を訪れたアセムとキオは、建てられたフリットの銅像を前に「地球は元気になった」と世界の今の様子を報告するのだった。

## 登場人物

### 第1部の主な登場人物
第1部はA.G.115年を舞台として進行する。第1部の主人公フリットは知己の軍人たちと共に地球連邦軍の宇宙戦艦ディーヴァに乗艦して戦うが、ディーヴァは艦長グルーデックの独断によって地球連邦軍の指揮下を離れて反逆者となり、旧国家派閥である「ザラム」「エウバ」の協力者らを束ねてUEの拠点へと攻撃を仕掛ける。敵対勢力であるUEの正体は第1部の最後まで伏せられる。
フリット・アスノ
第1部の主人公。幼少の頃にUEの襲撃で母親を亡くし、母親から託されたAGEデバイスをもとに設計したAGE-1に搭乗してUEと戦う。第2部ではアセムの父親となっており、沢山の親しい人間を奪ったヴェイガンへの憎しみを胸に地球連邦軍の指揮官として戦い、連邦自体を変えるべくクーデターを敢行し成功している。第3部では軍を退役した後、ヴェイガンとの決戦を想定し密かにAGE-3の設計と開発を行う。孫のキオに対してはバトルシミュレーターを通じてパイロットとしての英才教育と刷り込み的な反ヴェイガン教育を施していた。戦闘に際しては当初AGE-3にサブパイロットとして搭乗し、キオのサポートを担当していた。
エミリー・アモンド
フリットの幼馴染。コロニー「ノーラ」がUEの襲撃を受けた際フリットを追ってディーヴァに搭乗し、その後の行動を共にする。第2部ではフリットと結ばれてアセムの母親となる。
ディケ・ガンヘイル
フリットの同級生。エミリーと共にディーヴァに搭乗し行動を共にする。第2部ではディーヴァの整備士になり、AGE-2の開発や整備を行っている。
バルガス・ダイソン
エミリーの祖父。地球連邦軍の技術士官としてAGE-1の開発や整備に協力する。第2部にも高齢ながら登場する。
ユリン・ルシェル
Xラウンダーの能力を持った民間人の少女。フリットと惹かれ合うが、UE側からその能力に目をつけられて戦場に駆り出され、デシルの攻撃からフリットを庇い戦死する。その最期が第2部のフリットの行動に影を落とす。
グルーデック・エイノア
UEの襲撃で妻と娘を亡くし、復讐に執念を燃やす地球連邦軍の軍人。本来の艦長を拘束し虚言を弄することによって不正にディーヴァの艦長の座を手に入れ、UEの拠点である宇宙要塞アンバットを攻撃するために独自の戦力を集める。
ミレース・アロイ
地球連邦軍の女性士官。グルーデック指揮下におけるディーヴァの乗員となりその補佐を務める。第2部ではディーヴァの艦長となる。
ラーガン・ドレイス
地球連邦軍のMSパイロット。当初はAGE-1のパイロットを務める予定であったが、戦闘で負傷しフリットにその座を譲る。
ウルフ・エニアクル
「白い狼」の異名を持つ地球連邦軍のエースパイロット。ディーヴァに乗艦し、当初はフリットと反目しつつも認め合うようになる。第2部でもアセムが所属する部隊の隊長として登場する。
イワーク・ブライア
コロニー「ファーデーン」地下のスラム街に住む民間人。フリットやエミリーに「ファーデーン」の現状を教える。
ドン・ボヤージ
コロニー「ファーデーン」を二分する旧国家派閥「ザラム」の指導者。「エウバ」との抗争に明け暮れていたが、UEの脅威を目の当たりにしたことで、グルーデックの一行に協力する。
ラクト・エルファメル
コロニー「ファーデーン」を二分する旧国家派閥「エウバ」の指導者。対立していたボヤージの死後、その志を引き継いで「ザラム」「エウバ」を率いてディーヴァと共闘する。
ムクレド・マッドーナ
独自にMSの改造を手がけるマッドーナ工房の工場長。ウルフの機体の開発や、グルーデックの戦力の強化に貢献する。第2部でも高齢ながら現役で働いている。
デシル・ガレット
UEに与するXラウンダー。戦いを「遊び」ととらえ、他人の命を奪うことに良心の呵責を感じない。自分より弱いと見下していたフリットに敗れ、雪辱のためにユリンの能力を利用する。第2部でもゼハートの兄として登場する。
ギーラ・ゾイ
UEの指揮官。「ヤーク・ドレ」という別名を用いて武器商人としても暗躍する。宇宙要塞アンバットに突入してきたディーヴァのクルーらにUEの正体を明かす。

### 第2部の主な登場人物
第2部はA.G.140年から開始され、第2部の主人公アセムの学園生活を描いた後に、その1年後のA.G.141年から宇宙戦艦ディーヴァに乗艦しての戦いが描かれる。第1部でUEと呼ばれていた敵対勢力はヴェイガンを名乗るようになり、敵対勢力側の状況も描かれるようになる。
アセム・アスノ
第2部の主人公。フリットとエミリーの間に生まれた息子。父親からAGE-1を託され、軍隊に入隊してからは可変機であるAGE-2を与えられる。偉大な父親や、敵対することになった友人のゼハートとの関係性に葛藤を抱く。A.G.151年の最後の任務中に行方不明となり、書類上では死亡扱いとなった。Xラウンダー適正はないに等しいが、非常に高いMS操縦技術を駆使することでヴェイガンのXラウンダーと対等かそれ以上に戦うことができた。第3部ではキャプテン・アッシュという偽名を名乗り、宇宙海賊に身を置いている。
ロマリー・ストーン
アセムやゼハートの同級生で、彼らと親しい交友関係を持つ。アセムやゼハートの秘密に触れ、志願して軍人となりアセムと共にディーヴァに乗艦する。第2部の結末でアセムと結ばれ、第3部の主人公キオの母親となる。
ゼハート・ガレット
ヴェイガンのXラウンダーで、デシルの弟。スパイとしてアセムの学校に転入し、アセムやロマリーと親交を築く。卒業後はヴェイガンの指揮官としてアセムらと対立する。最終的にコールドスリープで眠りにつき、第3部にも若々しい姿で登場する。第4部ではイゼルカントからヴェイガンの全権を託される。
ユノア・アスノ
フリットとエミリーの間に生まれた娘で、アセムの妹。第3部ではディーヴァの医療班長となる。
アリーサ・ガンヘイル
ディケの娘で、アセムの同僚のMSパイロット。A.G.149年頃に息子のウットビットを産む。
マックス・ハートウェイ
アセムと同じ隊に所属するMSパイロット。臆病な性格。
オブライト・ローレイン
アセムと同じ隊に所属するMSパイロット。整備士のレミに恋心を抱くものの死別する。第3部にもMSパイロットとして登場する。
レミ・ルース
ディーヴァの女性整備士。オブライトのジェノアスIIを担当する。コロニー「ノートラム」攻防戦の最中、命を落としてしまう。
ロディ・マッドーナ
ムクレドの息子。マッドーナ工房の二代目。第3部では軍に入隊し、ディーヴァの整備士長となる。
フレデリック・アルグレアス
ビッグリングの司令となったフリットを補佐する若き参謀。第3部では連邦軍の総司令官に就任している。
フロイ・オルフェノア
地球連邦の首相。密かにヴェイガンと密通していたことから、第2部の結末ではフリットらによるクーデターを引き起こされる。
メデル・ザント
ゼハートを補佐するヴェイガンの軍人。ゼハートがMSで出撃する際には、副司令として艦隊を指揮する。
ダズ・ローデン
ゼハートを補佐するヴェイガンの軍人。学校に潜入したゼハートと行動を共にし、自らもMSパイロットとして戦う。
ドール・フロスト
ヴェイガンのXラウンダー部隊「マジシャンズ8」のリーダー。コロニー「ノートラム」攻防戦の終盤にゼハートを庇って戦死する。
フェザール・イゼルカント
ヴェイガンの最高指導者。地球圏を征服して理想郷を築くという計画を進めている。体をマーズレイという死病に冒されており、第3部の時点では余命半年を宣告されている。

### 第3部・第4部の主な登場人物
第3部以降はA.G.164年から開始される。
キオ・アスノ
第3部・第4部の主人公。アセムとロマリーの息子にしてフリットとエミリーの孫。アセムの顔を知らずに育ち祖父のフリットを慕うおじいちゃんっ子で、地球侵略が始まった日にフリットからAGE-3を託された。フリット同様Xラウンダーとしての適正がある。AGE-3がガンダムレギルスとの戦闘で大破してからは後述するAGE-FXに搭乗する。
ウェンディ・ハーツ
キオの幼なじみ。ディーヴァに乗り込み子供たちの世話をする。
ウットビット・ガンヘイル
ディケの孫であり、アリーサの息子。ディーヴァの整備士として働く。
ナトーラ・エイナス
第3部・第4部のディーヴァの艦長。気弱な性格。
セリック・アビス
クランシェカスタムに乗るMSパイロット。アビス隊を率いる小隊長。
シャナルア・マレン
アビス隊に所属する女性MSパイロット。大人としてキオを気に掛ける。
キャプテン・アッシュ
AGE-2ダークハウンドを駆る宇宙海賊ビシディアンの首領。その正体はキオの父親であるアセム。
ザナルド・ベイハート
イゼルカントの側近を務めるヴェイガンの軍人。指揮官として前線に立つ。
ゴドム・タイナム
連邦側から「ファントム3」と呼ばれるヴェイガンの精鋭部隊の隊長。
フラム・ナラ
ゼハートの下に配属されたヴェイガンの女性士官。第2部に登場したマジシャンズ8のリーダー、ドール・フロストの妹。
レイル・ライト
ゼハートの部下。フラムと共にゼハートを補佐する。
ディーン・アノン
ヴェイガンのコロニー「セカンドムーン」に住む少年。自らの意思で軍に志願する。
ルウ・アノン
「セカンドムーン」に住む少女。ディーンの妹。ヴェイガンに捕われたキオと知り合う。
ジラード・スプリガン
地球連邦軍のエースパイロットで、階級は大佐。連邦を裏切り、ヴェイガン側に付く。
ゼラ・ギンス
フェザール・イゼルカントのクローン。ヴェイガン最強のパイロット。

## 登場兵器
本作では世代間でメカニックのデザインコンセプトを大きく変えるという試みが用いられている。また、演出的には世代を経るにつれて兵器の性能や描写が極端なインフレを起こさないことが重要視された。

### ガンダムAGE
各世代の主役機たち。生物の進化を機械に応用した「AGEシステム」により、戦闘経験を積むことで機体の強化パーツが自動設計されていく。ウェアと呼称される四肢のパーツを換装することで多様な戦場に対応する。
ガンダムAGE-1
第1部の主役機で、フリット・アスノが開発し搭乗する。ビームダガーとドッズライフル、シールドを装備したAGE-1ノーマルのほか、物語が進むと重装甲の格闘戦形態であるAGE-1タイタス、高機動戦形態のAGE-1スパローへの換装が可能となる。第2部では当初のアセムの乗機となり、その後AGEシステムを取り外してAGE-1フラットへと改装され、再びフリットが搭乗し運用される。また第4部ではAGE-1グランサとして大幅に強化・改修された。
ガンダムAGE-2
第2部の主役機で、アセム・アスノに与えられる。長距離高速飛行形態「ストライダー形態」への変形機構を備えた可変MS。大火力のハイパードッズライフルを装備したAGE-2ノーマルのほか、物語が進むと対多戦を想定したAGE-2ダブルバレットへの換装が可能となる。第3部からは宇宙海賊ビシディアンが所有するカスタム機AGE-2ダークハウンドが登場する。
ガンダムAGE-3
第3部の主役機で、キオ・アスノの搭乗機。小型戦闘機の「コアファイター」と、ウェアに相当する大型機への分離合体機構を備える。AGE-3ノーマルのほか、物語が進むと地上戦の走破能力を強化したAGE-3フォートレス、宇宙戦での高機動型AGE-3オービタルへの換装が可能となる。ガンダムレギルスとの戦闘に敗れ大破する。第4部では強化、改修されAGE-FXとして生まれ変わった。
ガンダムAGE-FX
第4部の主役機で、ガンダムAGEシリーズの最終形態。キオ・アスノが搭乗する。歴代ガンダムのすべてのデータが反映されており、史上最強の戦闘力を誇る。AGE-3同様バックパックはコアファイターとして分離運用が可能。シグマシスライフル以上の高火力を持つ可変型火器「スタングルライフル」、および全身に配置された大型6基、小型8基の刀剣型オールレンジ攻撃兵器「Cファンネル」を主力装備としている。FXとは「Xラウンダーに追従する」という意味を持つ「Follow X-rounder」の略。

### 地球連邦軍の兵器
RGE-B790 ジェノアス
第1部から登場する量産型MS。その性能はガンダムやUEのMSには遠くおよばない。劇中ではウルフ・エニアクル専用機であるジェノアスカスタムや、第2部時点で運用されている後継機ジェノアスIIや第3部時点でオブライト・ローレイン専用機であるジェノアスO（オー）カスタムが登場する。
RGE-G1100 アデル
第2部から登場する量産型MS。AGE-1の設計をもとにした量産機。劇中では支援砲撃用のアデルキャノンや、第3部には地上用・宇宙用にそれぞれ特化したアデルマークIIも登場する。
RGE-G2100 クランシェ
第3部から登場する量産型可変MS。AGE-2の設計をもとにした量産機。劇中ではセリック・アビス専用機であるクランシェカスタムが登場する。
WMS-GEX1 Gエグゼス（ジーエグゼス）
第1部に登場する、ウルフ・エニアクルの専用機。第3部では『〜追憶のシド〜』から逆輸入の状態で宇宙海賊ビシディアンが所有するカスタム機Gエグゼス ジャックエッジが登場する。
WMS-GB5 Gバウンサー（ジーバウンサー）
第2部に登場するウルフ・エニアクルの専用機。第4部では本機をベースにしたジラード・スプリガン専用のXラウンダー対応カスタム機ティエルヴァが登場する。
ディーヴァ
地球連邦軍の宇宙戦艦。全編を通してガンダムの母艦となる。また、強襲揚陸形態への変形が可能になっており、AGEシステムが提案したフォトンブラスターキャノンの発射が可能となる。
アマデウス
第2部から登場するディーヴァを発展させた地球連邦軍の旗艦。
ダーウィン級宇宙戦艦
第1部と第2部に登場する地球連邦軍の主力戦艦。
ディヤウス級航宙戦艦
第3部から登場するダーウィン級に変わる新型艦。

### ザラムとエウバの兵器
第1部において、コロニー「ファーデーン」内で抗争状態にある「ザラム」と「エウバ」が保有している兵器。当初は互いに敵対していたが、のちにディーヴァ陣営に加勢する。
CMS-223Z ジラ
「ザラム」の量産型MS。ドン・ボヤージが搭乗するカスタム機ガラも登場する。
CMS-574X ゼノ
「エウバ」の量産型MS。ラクト・エルファメルが搭乗するカスタム機エルメダも登場する。

### 民間機
CMS-328 デスペラード
ジェノアスの開発母体となった作業用MS。工事現場の作業員のような外見を持つ。
CMS-B/67 シャルドール
MSのレースに用いられている、民生の高機動型汎用MSで:160頁、マッドーナ工房が独自に製造・販売している。第2部では、地球連邦軍で運用されている改修機シャルドール改が登場する。第3部では、宇宙海賊ビシディアンが所有するカスタム機シャルドール ローグが登場する。

### UE / ヴェイガンの兵器
物語当初は機械とも生命体ともつかない描写がなされているが、第1部終盤の第14話以降からは頭部にコクピットを持つ有人機であることが明かされる。地球連邦のものと異なりコクピット内部は全天周囲モニターのような内装になっている。型式番号の頭にｘが付く機体はXラウンダー用の機体。
ovv-f ガフラン
第1部から登場する主力量産型可変機。当初は地球圏のMSを寄せ付けない性能を発揮するが、次第に技術的な優位を失っていく。
xvv-xc ゼダス
高機動戦闘が可能なXラウンダー用の可変機。第1部ではデシル・ガレットが搭乗しており、他のモビルスーツを操る機能を持っている、第2部ではゼハート・ガレットの当初の機体となるゼダスRや、マジシャンズ8によって運用されるゼダスMといった改良機が登場する。
ovv-a バクト
第1部から登場する重装甲形の量産型可変機。ドッズライフルを弾き返す電磁装甲を搭載する。
xvb-xd ファルシア
第1部の終盤（第14話）に登場。拉致されたユリン・ルシェルが生体ユニットとして搭乗させられたXラウンダー専用機。外部から遠隔操作され、遠隔操作可能な5基のビーム砲によるオールレンジ攻撃を行う。第4部ではファルシアの後継機にしてフラム・ナラ専用機のフォーンファルシアが登場する。
xvm-gz デファース
第1部の最終話（第15話）に登場した地球侵攻用に開発された陸戦機。本来は宇宙戦闘には対応していないが、第1部ではギーラ・ゾイが搭乗し、アンバット内部に侵入したAGE-1を迎撃する。第3部では強化された上でレガンナーという名で量産されて導入される。
ovm-e ドラド
第2部から登場する主力量産型MS。変形機構は廃止されている。
xvm-zgc ゼイドラ
第2部に登場。ゼハート・ガレットが搭乗するXラウンダー専用機。赤いカラーリングで、通常のドラドの3倍の機動性を持つ。第4部では量産型であるジルスベインが登場する。
xvm-dgc クロノス
第2部に登場。デシル・ガレットが搭乗する、ゼイドラをベースにした砲撃機。火力が大きいだけでなく他のMSを操る機能を持っている。
xvm-mzc ゼイダルス
第2部の最終話（第28話）に登場したメデル・ザントの専用機。頭部のセンサースリットが縦三本式となるなどほかのヴェイガン機にはない特徴を持つ。
xvt-zgc ギラーガ
第3部から登場。ゼハート・ガレットが搭乗する機体。第4部では改修されギラーガ改となりレイル・ライトが搭乗する。
ovv-af ダナジン
第3部から登場する量産の重攻撃機で、地球上での直接侵攻を前提に作られており、第2部に登場した他のMSと比べて完全に人型から離れ恐竜もしくは竜に似たフォルムを持つ。
ovw-cc ゴメル
第3部から登場。砂漠戦用に特化した可変型の機体。長い両腕に短い両脚という類人猿のような姿を持つのが特徴。ファントム3が搭乗する。
ovw-dc ウロッゾ
第3部から登場。ゴメルに類似した外観を持つ水陸両用型の機体。カラーリングは一般機のダークグリーンが基本だが、ダレスト機、レイル機の薄紫など複数のパターンや、ゼハート専用機のウロッゾRも存在する。
xvm-zbc ザムドラーグ
第3部から登場するザナルド・ベイハートの専用機。ザナルド本人に似た肥満・短足体型が特徴で、サイズ自体も通常のMSの数倍に達する。ヴェイガンのMSとしては非常に珍しく頭部センサーが3箇所に装備されている。
xvm-fzc ガンダムレギルス
第3部の終盤（第38話）から登場。その名の通りガンダムに酷似した頭部デザインとカラーリングを持つ:137頁。胞子状のビットを用いたオールレンジ攻撃が可能。当初はフェザール・イゼルカントが搭乗していたが、自身の後継者となるゼハートにこのMSを託す事となった。
xvg-xxx ヴェイガンギア
ゼラ・ギンスの専用機にしてヴェイガン最強のMS。シドと融合してヴェイガンギア・シドに進化する。アニメ本編に先駆けてPSP版に登場。
巨大母艦
第1部から登場。全長1kmを超えるヴェイガンの巨大母艦。
戦闘艦
第1部から登場。巨大母艦の一部を構成する小型戦闘艦。
新型戦闘艦
第3部から登場。両翼が付いた新型戦闘艦。

## 用語

### 世界観・歴史
A.G.（エイジー）
本作の作品世界内で用いられている紀年法（元号）。A.G.とはAdvanced Generation（アドバンスド・ジェネレーション）の略で、劇中では「エイジー」と発音される。本作中にはA.G.元年以前の歴史への言及もあるが、それ以前に用いられていた紀年法については不詳。
MS鍛冶（モビルスーツかじ）
当作品におけるMS技術者の呼称で、中でも銀の杯条約締結後も戦闘用MSの製造技術を家業として継承している人々を指す。機体の改造やワンオフ機の製造を手がけるMS技術者を、名匠の刀鍛冶に例えた俗語で:163頁、作業用MSや競技用MSの製造のみならず、違法な改造や販売も行なっている。フリットが幼少時代の頃には「アスノ家」も高名なMS鍛冶のひとつであった。
救世主「ガンダム」（きゅうせいしゅガンダム）
MS鍛冶の間で「この世界で過去に起こった大戦を終結させ平和をもたらした救世主」として語り継がれている、伝説の白い巨大な人型兵器。作中では、幼少時代のフリットが執事とともにこの「ガンダム」の肖像絵画を見るシーンがある。ガンダムAGEの名とデザインは、この救世主を参考にしている。
MS（モビルスーツ）
すべてのガンダムシリーズに登場する、有人操縦される人型ロボットの総称。本作では戦闘用を「モビルスーツ」、作業用を「モビルスタンダード」という呼び名で分類しているが、広義ではともに「モビルスーツ」と呼ばれ、略称も「MS」となっている。UEが出現するまでは、銀の杯条約により戦闘用MSの製造・保有が禁止されていた。「MSグランプリレース」なるモータースポーツ用に製造された競技機や、学校のクラブ活動に用いられる小型MSなども存在する。
マーズバースディ計画（マーズバースディけいかく）
A.G.以前の旧世紀に行われた火星移住計画。本編第1部（A.G.115年）から遡ること約150年前、増大した地球圏の人口問題を解決すべく、当時の地球連邦が行った。豊富な資源と広大な土地を見込み、実験的に16基のコロニーが火星圏に建造されたが、火星の環境は強力な磁気嵐「マーズレイ」が引き起こす死病で総人口の20パーセントが命を落とすという、想定以上に危険で過酷な環境であったため、計画は頓挫した。当時の連邦政府は調査不足の責任から逃れるために居住者は全員死亡したと発表し、多くの生存者が火星圏に取り残された。「#ヴェイガン」も参照。
小説版でも経緯はほぼ同じだが、マーズバースディ計画そのものは隠蔽されていない。しかし、マーズレイによる調査不足の「詰め腹」を切られる事を恐れた連邦政府は火星移住者が全滅するまで事態を傍観することを選択し、移住者達からの地球帰還要請を「拒否」した事が語られている。その後のコロニー国家戦争で地球圏のコンピュータ・ネットワークが破壊された事を利用して、戦争期間中に火星移民団は地球圏に帰還したと情報を改竄していた。しかし、50年に渡る戦争で地球圏で火星移住計画を覚えているものは皆無であり、結果的に火星に取り残された人々の事は地球圏で忘却されてしまった。
マーズレイ
火星圏において脅威となる磁気嵐及びそれを病原とする疾病。人体に悪影響（緩慢な呼吸器・循環器の障害）を引き起こし、これにより死病が蔓延し、ヴェイガンではルウ・アノンを含め多くの人々が命を落としている。根本的な治療法は存在せず、薬かコールドスリープによって進行を抑える、という対症療法しか存在しない。火星移住計画の失敗はこれが原因である。
元々はテラフォーミングの一環として行われた土壌改良プロジェクトの結果、火星地表面に人体に有害な微粒子群が生成されたことに起因する。この微粒子群は火星の磁気嵐で宇宙空間・衛星にまで届き、フェムトやアト等ナノサイズ以下の超極小粒子の為磁気フィルターやプラズマフィルターを通しても完全には除去できず居住空間の汚染を引き起こしていた。ラ・グラミス攻防戦後、AGEシステムとEXA-DBを使い、A.G.164年から37年をかけて開発された「イヴァースシステム」により大規模な磁気嵐が抑制され、ついにマーズレイは無効化された。
コロニー国家戦争（コロニーこっかせんそう）
A.G.以前の旧世紀に:172頁コロニー間で起きた人類同士の戦争。増えすぎたコロニー数と人口により、「ザラム連合」と「エウバ同盟」という二大勢力に分かれて、地球圏の覇権を争った。小説版の設定では、この戦争は「ザラム」と「エウバ」の8度目にして最後の戦争で:272頁、前述のマーズバースディ計画が失敗に終わった直後から開戦して50年間継続し:272頁、アスノ家も大戦に関与したとされる:173頁。戦争が終結しても、どちらの側も勝者になることはなかったため、第1部の時代当時は「ファーデーン」の内情のように、両者の間に感情的な「しこり」が残っていた。
この戦争で地球圏は人口問題が解決する程の人口が失われ、この大混乱の果てにマーズバースディ計画も忘却された。銀の杯条約で兵器の保有は禁止されたが、全ての技術力を捨て去ることを危惧した勢力により兵器データベース「EXA-DB」が地球圏に残されることになる。
銀の杯条約（ぎんのはいじょうやく）
コロニー国家戦争終結後に、MSを含むすべての兵器やその設計図の廃棄、および再製造の禁止を定めた条約。条約の締結と共に地球連邦政府の再構成も行われた:173頁。しかし、データは廃棄されず極秘にEXA-DBに蓄積された。UEの出現によりMSの所有が正当化されて有名無実化し、地球圏各地では再び紛争が起こっている:117-118頁。
天使の落日（てんしのらくじつ）
A.G.101年、UEによってスペースコロニー「エンジェル」が破壊され、多数の犠牲者が出た事件。人類とUEの100年の長きにわたる戦いの始まりともなった。フリット・アスノはこの日と同日に生まれた。
コウモリ退治戦役（コウモリたいじせんえき）
A.G.115年の対UE戦役の呼称。第1部の戦いがそれに該当する。宇宙要塞アンバットにおいてこの戦役が終結したことから、のちになって命名される。
小説版の設定では、ヴェイガンは宇宙要塞アンバットにおいて大規模な無差別攻撃の準備を進めていたとされ、ディーヴァによる攻撃が僅かにでも遅ければ、約6基のコロニーと月面がコロニーデストロイヤーによる攻撃を受けていたとされる:189,226,277頁。
勇気の日（ゆうきのひ）
A.G.141年のコロニー「ノートラム」攻防戦の呼称。多数出た戦死者を慰霊し彼らの勇気に敬意を表する意を込め、攻防戦終結の日は祈念日とされた。第3部はA.G.164年の「勇気の日」から始まる。

### 国家・組織・企業
UE（ユーイー）
A.G.101年に突如として地球圏に侵攻してきた勢力で、その正体は後述の「ヴェイガン」であることが第1部終盤で明かされる。UEとはUnknown Enemy（アンノウン・エネミー）の略で、文字通り正体・目的ともに不明の敵であることを意味する。劇中では、その正体は異星人ではないかという噂が流れており、実際の正体は地球連邦政府から隠蔽されている。過去の行動パターンから人口密集率が高い地域には出没しないことが定説となっていたが、フリットは彼らの行動に別の法則性を見出しており、「ノーラ」への襲撃はフリットの予測の方が的中した形となった。
ヴェイガン（Vagan）
UEの正体。前述のマーズバースディ計画によって火星へ移住を試みるも、連邦から見捨てられた者たちの子孫が築き上げた国家。第2部開始時点では「ヴェイガン」という名称は一般にも知れ渡っている。
地球圏の人間を「地球種」と呼び、自身たちを見捨てた彼らを憎悪すると共に、「聖地（エデン）」たる地球への帰還を宿願としている。指導者イゼルカントの元、地球圏の現住人類を滅ぼし、地球圏を自分達だけのものにしようという計画を進めていた。イゼルカントは火星移民第1世代の人物であり、当時を知る生き証人でもある彼がカリスマ的指導者として台頭、コールドスリープによる断続的延命を繰り返しつつ築き上げたその社会体制は「旧共産系国家のイメージ」「農業的な共産主義」であるが、住民の貧富の差は激しく、「マーズレイ」の影響で短命な者が多い。
日本風の入浴文化を持つほか、一般兵から将校に至るまで中東の民族衣装のような制服を着用している。端末などの表記には独特なフォントのアルファベットが用いられ、数字もローマ数字で表示されているのが確認できる（ローマ数字において0を示す文字は存在しないため、作中ではアルファベットのOで代用されている）。
本拠地は、火星衛星軌道上に浮かぶコロニー「セカンドムーン」。内部には一見して石作りの建物が並ぶ中東のような都市があり、中心部にイゼルカントの居城が存在する。
地球連邦軍（ちきゅうれんぽうぐん）
地球連邦政府の保有する国軍。本編開始から150年前にも同様の組織が存在し、艦艇や軍服などに共通点が見られるが、現行の連邦軍はUE襲来を機に新たに組織されたものである。「銀の杯条約」により保有が禁止されていた戦闘用MSを初めとした兵器の再配備を開始するが、兵器の技術レベルの差からUEに終始劣勢を強いられている。
第1部では、UEの襲撃が散発的なため、政府や民間だけでなく軍においても危機意識が希薄で、不正行為が横行し、独立戦力を保有するコロニーや各地の内戦にも無関心である。第2部では、積極的にヴェイガンと敵対している。第2部開始時点では従来機の改修が行われており、ヴェイガン製MSに対抗できる新型機の配備も進められている。
A.G.142年、フリット・アスノによる連邦政府と軍の腐敗暴露と大規模な組織粛清が行われ（詳細は地球連邦政府の記述などを参照）た事を機に地球を中心とした軍備拡張路線を採る。A.G.150年代になると軍による海賊紛いの臨検が横行し:8,9頁、宇宙海賊や反連邦勢力の台頭を許す結果となった。
第3部が開始するA.G.164年、ヴェイガンの指導者イゼルカントによる宣戦布告と同時に総司令部「ビッグリング」が破壊され、さらに地球に潜伏していたヴェイガンのMS部隊による同時多発的急襲を許し、地球全土の4割を制圧され、市民は月面への疎開を余儀なくされた。また、小説版の文中ではフリットの引退により改革が中途半端に終わってしまった事から軍規が緩み切っており、軍が違法に企業を経営しているのはまだマシで、中には艦隊ごとヴェイガンに内通していた事態まで存在しているという。
地球連邦政府（ちきゅうれんぽうせいふ）
A.G.115年から150年前以前より存在する地球圏の統一政府。軍事組織として「地球連邦軍」を有するが、コロニー国家間戦争後に締結された「銀の杯条約」を境に組織の再構成が行われており:173頁、現在の地球連邦は「コロニー国家間戦争」終結から「天使の落日」までは連邦軍を有していなかった。
上層部はUEおよびヴェイガンの正体が同じ人類であることを当初から知りながらもそれを隠蔽しており、市民に対してグルーデックによる一連の行動を、連邦軍総司令部の決断だという虚偽の発表をして事実の揉み消しを行う。
第2部開始時点では、ヴェイガンとは全面戦争状態となっており、幾度か和平の交渉も行われたが停戦・和解には至らず、年々支配領域がヴェイガン側に奪われ続けているとされる。しかしその裏で上層部はヴェイガンと繋がっており、グルーデック暗殺などの工作活動を行っていた。
A.G.142年、「勇気の日」一周年追悼記念式典にて、フリット・アスノは政府および軍内部に存在したヴェイガンへの内通者の存在を衆目の眼前で暴露・告発した。この後、式典に出席していた連邦首相とその妻を筆頭とした内通者たちは悉くフリットが設立した「粛清委員会」により摘発・粛清され大幅な組織再編が行われたが、それでも内通者は後を絶たない。
ザラムとエウバ
コロニー国家戦争の際、地球圏の覇権を争った二大勢力「ザラム連合」「エウバ同盟」の末裔。かつては多数の宇宙戦艦やMSを保有していた。ノベライズ版によれば、「ザラム連合」は小さな政府による自治を求め、「エウバ同盟」は大きな政府による管理主義を主張していたとされる:172頁。「ファーデーン」内では、小規模ながらも両者が今だ抗争状態にある。旧国家派閥として外部からの介入を阻んでおり、互いに公然と戦闘用MSと宇宙戦艦を保有し、コロニー内の施設や市街地の被害には配慮しつつも、一般市民の安息を無視した抗争に明け暮れていたが、UEのファーデーン侵攻に対し両者は共闘という形で数百年ぶりに和解することになる。
地球連邦政府が地球中心の政策を採り始めたA.G.140年代頃より、密かに反連邦勢力への協力を行うようになる。
小説版ではA.G.163年頃にヴェイガンに軍事協力したりしている派閥が多数存在しており、ロストロウラン攻防戦ではヴェイガンに協力したザラムの機体としてレプリカ生産された「ジラ」が「ガンダムAGE-3」と交戦している。
マッドーナ工房（マッドーナこうぼう）
「ファーデーン」付近の宙域を拠点に、マッドーナ夫妻が経営しているMS工房。民間企業として作業用MSの製造を行っているほか、連邦の許可なく戦闘用MSの製造や改造を行い、ザラムやエウバを初めとした独立勢力からの外注も受け付けている。さらにはヴェイガンのMSがストックされていた例すらあるが、劇中マッドーナ夫妻はその事に直接言及していない。第2部ではウルフ専用機であるGバウンサーの開発など、連邦軍から正式に戦闘用MSの開発を請け負っており（ただし第1部の時点で当時の連邦軍主力MSであるジェノアスを生産している描写がある）、第3部ではマッドーナ夫妻の息子ロディが正式に地球連邦軍の軍人となっている。しかしその一方、A.G.150年代頃より反連邦勢力にもMSの供給を行っている。
アスノ家（アスノけ）
フリット、アセム、キオの血族。高名なMS鍛冶の家系。フリットの幼少時代には広大な屋敷を所有し執事もいるほどの富豪であったことが回想として描写されている。
フリットが壮年になった頃には長男アセム、妹ユノアとエミリーにバルガスが家族としてトルディアコロニーに屋敷を構えており、AGE-1を秘匿出来るほどの大きな馬小屋があるなど、それなりに広い敷地を有している。ただしフリット自身はビッグリング司令官の職務が多忙なため家を空けていることが少なくない。MS鍛冶の家ではなくなったが、アセム編開始頃に久々に家に帰ったフリットはかつての自分と同じくMS制作に勤しむアセムを見て、「MSに取り憑かれた家系」と評している。
宇宙海賊ビシディアン（うちゅうかいぞくビシディアン）
第3部および外伝『〜追憶のシド〜』に登場する宇宙海賊。首魁はキャプテン・アッシュ。連邦宇宙艦隊への略奪行為を行っており、関係者の間では悪名が知れ渡っている。略奪を行う対象はヴェイガンと裏で繋がっている部隊に限定されているとされ、単なる反連邦勢力ではない。アッシュの搭乗MSはガンダムタイプに酷似する外観で当初からガンダムAGEシリーズとの関連性が推察されていたが、後にガンダムAGE-2を全面改修したビシディアン仕様機（ガンダムAGE-2ダークハウンド）と判明している。
連邦とヴェイガンの戦争終結後は、宇宙資源探査を太陽系一円に広げた連邦政府の方針・時流にアッシュが乗り、ビシディアンのMSを資源探査用に改装するなど、太陽系各所で宇宙探査の事業を拡大していった。そのため、一時期は資源開発業界で「ビシディアン・コネクション」と呼ばれる程の隆盛を誇ったという。

### 地名・施設

#### 地球
ブルーシア
第2部に登場。地球連邦政府の首都。天使の落日から41年後のA.G.142年に慰霊式典が行われるなど、連邦の重要な拠点。
A.G.201年にはガンダムAGE-1が展示されたガンダム記念館とフリット・アスノの銅像が建てられている。小説版のA.G.201年では太陽系連邦暫定首都となっている（宇宙への移転が決定している）。
オリバーノーツ
第3部に登場。北米地域の都市。キオやウェンディたちが暮らす街。A.G.164年にヴェイガンの襲撃を受ける。
ロストロウラン
第3部に登場。南米の密林地帯に存在する連邦軍最大の地下基地。ビッグリング崩壊後は、臨時の総司令部として機能する。周囲の自然地形に溶け込むことでヴェイガンの目を欺いてきたが、シャナルアの内通により所在が露見し、ヴェイガンの大規模降下部隊による攻撃を受ける。

#### 宇宙
ビッグリング
地球の衛星軌道上に位置する連邦軍の総司令部。地球から500kmの赤道上に浮かぶ。ドーナツに似たリング状の構造物を持つことから、この名で呼ばれる。第2部ではフリットが司令官を務めている。第3部の開始時にヴェイガンの宇宙要塞ラ・グラミスのディグマゼノン砲を受け、破壊される。
小説版では軍事ルポライターの間でコロニー国家戦争時に失われた技術を用い建造された軍事要塞であるとの噂がある。
ルナベース
連邦軍の月面基地。司令官のアローン・シモンズの寝返りによってヴェイガンの手に落ちてしまい、第4部にて、連邦軍による奪還作戦が行われる。なお、付近にはタク、ユウ、ルッカの両親達が避難したコロニーが存在する。
小説版では多数の月面基地が存在するが、最大の規模を誇る同施設がルナベースと呼ばれている。月に軍事施設を作ることは地球同様に重力圏離脱にエネルギーを消費するため、宇宙基地を作るにはあまり適さず、同基地が建設されたのは月の保安上のためで当初はヴェイガン側も放置していた。しかし実態はEXA-DBが断片的に存在する場所であるとされ、ルナベース内にはコロニー国家戦争で破壊された月都市の廃墟が存在する。ギーラ・ゾイやアラベル・ゾイが出入りするなど、かなり前からヴェイガンの秘密工場として機能していた。そのため、ルナベースの戦闘ではヴェイガン側に寝返っていた月面仕様のクランシェやアデルマークIIが多数出撃している。
サルガッソー
地球とルナベース間に存在する特別警戒宙域。彗星の氷の粒により視界は悪い。この中では計器が使えない等の噂がある。ディーヴァはこの宙域で宇宙海賊ビシディアンの待ち伏せとヴェイガンの襲撃を受ける。
アンバット
過去の戦争に用いられ、その後老朽化のため廃棄されていた連邦軍の宇宙要塞。小説版によれば、コロニー国家戦争時代に小惑星帯からラグランジュ2まで曳航されてきた小惑星を改造したものであるとされ、外部からの攻撃では容易には破壊できない堅牢さを持つとされる:184頁。その名のとおり翼を広げたコウモリのような形状を持ち:187頁、各所にはドックや砲台が配置されている。UEが再利用し、地球圏の拠点とした。第1部の最終決戦の舞台。最後は自爆装置により要塞全てが爆破される。
スペースコロニー
多くのガンダムシリーズ作品に登場する、宇宙に浮かぶ巨大な人工大地。本作ではおもにシリンダー型（島3号タイプ）のコロニーが登場する。小説版によれば、作中におけるコロニーはラグランジュ点に配置され:90頁、その大きさは全長約25キロメートル、直径約6キロメートルで、回転速度は0.50rpm:25頁。時刻はグリニッジ標準時が使用される:93頁。土壌はナノマシンにより改良され:29頁、植物には遺伝子改良が施されているが:24頁、居住可能な人数には限界があり人口密度は低く保たれている:175頁。多くのコロニー住民は、ほかのコロニーで起こっている出来事には無関心で:56頁、難民は歓迎されない:175頁。
作中に登場するコロニーは以下のとおり。
エンジェル
位置はラグランジュ3。A.G.101年に初のUEの出現・襲撃により崩壊したコロニー。グルーデックはこの事件で妻子を亡くしている。事件は後に「天使の落日」と呼ばれる。
オーヴァン
位置はラグランジュ3。フリットの生まれ故郷。A.G.108年にUEの襲撃を受け、フリットは母親を亡くしている。
ノーラ
位置はラグランジュ2。連邦軍の技術者となったフリットや仲間たちが居住しているコロニー。ガンダムの開発施設であるアリンストン基地もここに位置している。A.G.115年にUEの攻撃を受け、崩壊する。この際には基地司令ブルーザーが立案した作戦により、ほぼ無傷だった中央部コロニーコアに住民全員を避難させ、ディーヴァの牽引によってコアを「ノーラ」本体から引き抜くという方法で避難が行われる。避難した住民たちは「トルディア」へ引き渡される。
小説版ではA.G.163年に再生産されたコロニーに「ノーラ」の名前が与えられている。
ファーデーン
位置はラグランジュ5。ディーヴァが補給と戦力増強のために滞在するコロニー。直径が通常のコロニーの2倍あり:128頁、独自の外観を持つ。表向きは平和だが、その裏で住民間の貧富の差が激しく、富裕層は内壁（地上）に住むが、内壁と外壁の間（地下）には貧困層の住人が住んでいる。コロニー内では二つの旧国家派閥「ザラム」と「エウバ」が対立状態にあり、MS同士の戦闘が日常的に発生する。しかし、戦闘は建物の前に堅牢な防壁が競りあがり、作業用MSの装甲も貫けないような火砲を用いるなど、コロニーや街に配慮された上で行われている。同コロニーにも連邦軍は駐留しているが、内戦には未介入を決め込んでいる模様。
ミンスリー
位置はラグランジュ1。「ファーデーン」出港後にディーヴァが向かうコロニー。コロニー国家戦争終結後は連邦への加盟を拒み、中立を保っている。内部は酸素供給様ではない過去の地球の自然を再現した広大な森林や河川であふれており、「最も美しいコロニー」と呼ばれている。また、大富豪のアルザック・バーミングスの邸宅が存在する。
トルディア
位置はラグランジュ4。第1部では、崩壊した「ノーラ」の住民たちの避難先となったコロニーとして名前のみ登場。小説版によれば、新造のコロニーで人口も少ないことから受け入れ先に選ばれたとされる:90頁。本来はフリットやエミリーもここへ避難する予定であった。第2部ではアセムたちが居住しているコロニーとして登場、A.G.140年にヴェイガンの攻撃を受ける。
ソロンシティ
第2部に登場。位置はラグランジュ1。ヴェイガンを極秘に支援している企業、「テクノソロン社」が存在する工業コロニー。ヴェイガンの地球制圧のための拠点であったが、ディーヴァの入港とウルフの潜入調査により正体が露呈し、証拠隠滅のため社屋ごと自爆する。
ノートラム
第2部に登場。地球に一番近い中軌道上に位置するコロニー。地球からの距離は5000km。兵器工廠などの主要施設が存在する連邦軍の最重要拠点。後に「ノートラム沖海戦」と呼ばれる、連邦軍とヴェイガンの激戦の舞台となった。
セカンドムーン
火星の衛星軌道上に浮かぶ火星圏最大のコロニー。ヴェイガンの本拠地。左右にある殻のような構造物が中心部の球体を囲む。モノレールが交通網として整備されている。内部には石造りの中東のような町並みが広がり、イゼルカントの巨大な居城が佇む。セカンドムーンにおいても、マーズレイによる影響を完全に防げていないためか病を煩う者が少なくない。
第43話にて地球圏に移動され、宇宙要塞ラ・グラミスと合流。ディグマゼノン砲を放つためにゼハートの指示でラ・グラミスと結合する。ヴェイガンギア・シドの暴走により崩壊の危機を迎えるも、連邦とヴェイガンの共同作戦により無事対処される。
小説版では地球連邦政府に見捨てられた火星居住者達が火星圏開発のために建設された開発拠点をベースに誕生したコロニーであるとされている。

### 技術・兵器
AGEデバイス（エイジデバイス）
アスノ家に代々受け継がれてきた、門外不出のメモリーユニット。ガンダムの設計図やAGEシステムの基本理念など、過去のアスノ家の研究成果が蓄積されている。AGEシステムの起動にも必須であり、劇中ではコクピットのコンソールにこのデバイスを置く。折り畳み式の携帯電話のような形をしており、実際に通信機としても使用が可能。
小説版によれば、デバイスは超高速の演算が可能な量子コンピュータで:179頁、ガンダムの制御に不可欠な装置だが:144,149頁、優秀な技術者が束になってもフリット以上にはデータの内容を理解できず:140頁、フリットにも解析不可能な技術で作られているため、量産は不可能とされる:144頁。
AGEシステム（エイジシステム）
ガンダム・AGEデバイス・AGEビルダーの三位一体で構成されるシステムの総称。アスノ家が研究してきた生物の進化の謎を数値化したデータに、フリットが自己成長の発想を追加した。戦闘によるデータ収集を逐次行い、独自の発展・進化を遂げる。中枢部はガンダムの胸部に内蔵されているが、戦闘中も機体の背面にあるブロードアンテナを通してAGEビルダーとの連携が可能である。
AGEビルダー（エイジビルダー）
AGEシステムが発展・進化の際に提案した設計図を基に、素材となるインゴットからガンダムの武装やウェアを切削・成型するシステム。印象としては3Dプロッタに近いのだが、外装だけでなく内部の回路も分子設計レベルでの構築が可能。全作業が自動的かつ瞬間的に行なわれるため、戦闘中でも機体の能力強化が可能。ただし、AGEシステム内の実戦データが揃わない状態では有効に機能せず、データの分析やシミュレーションにも時間と手間がかかる上に使用する素材は高価かつ希少で:144頁、生成される装備の汎用性も低く、現状では特定の敵や地形環境、パイロットの操縦センスに対処した装備しか開発できない。また完成した装備を活用できるか否かはパイロット次第である。本来は想定外の運用だが、ガンダム以外の兵器にも応用できる。ディーヴァの改装後は、新設されたフォトンブラスターキャノンの動力炉としても機能する。ラ・グラミス攻防戦でのディーヴァ撃沈に伴い、艦と運命を共にした。小説版では、予備機がエミリー達によって制作されている。なお、このような高速成形機はヴェイガン側にも存在しており、ガンダムレギルスのパーツの成形に使われた。
データを基に瞬時に新装備を作り出す描写は、バンダイホビーセンターにあるプラモデルの多色成型機を参考にしている。また、視聴者からは1977年のテレビアニメ『ヤッターマン』に登場する「ビックリドッキリメカ」を想起させるとも評されている。
ドッズライフル
AGEシステムが最初に提案したガンダムの武装。ドリルのように回転を加えたビームを発射し、ビームスプレーガンなどでは傷一つ付けられなかったUEの装甲を一撃で貫通する威力を持つ。アンバット攻略戦では簡易銃である「ドッズガン」がマッドーナ工房によって量産され、第2部でも同型および改良型の武装が連邦製MSの標準装備となっている。
小説版の設定では、「ドッズ(DODS)」とは「Drill-Orbital Discharge System」の略称とされ、ドリル状の回転によって引き起こされるDODS効果によって敵MSを共振粒子のボルテックスに飲み込み消滅させるという、かつては理論上の産物とされた現象を用いた武装であるとされる:84-85頁。
マーカーショット
連邦製MSが使用する演習用の模擬銃。着弾時に微弱な電流が流れる特殊なペイント弾を射出し、被弾したMSのコンピュータとの連動で疑似的にダメージを再現する。当然実戦での攻撃力は皆無だが、電流が流れる特性を利用し、敵機のカメラやセンサーに撃ち込むことで目くらましとしても使用できる。
フォトンブラスターキャノン
AGEシステムの提案により、第1部後半で宇宙戦艦ディーヴァに搭載された火砲。射程が短く連射ができないという弱点はあるものの:199頁、連邦軍の主力ビーム兵器「ハイパーメガ粒子砲」を上回る威力を持つとされ、ヴェイガンの母艦を撃破可能な威力を持つ。第3部では、その技術がAGE-3の主兵装であるシグマシスライフルに応用されていると設定されている。
小説版の設定によれば、ドッズライフルに用いられるDODSの原子分解現象を応用した兵器とされ、硬X線レーザーの照射に続いて空間に送り込まれたエネルギーソリトン（孤立波）のボルテックスによって攻撃対象の周囲の空間を破壊し消滅せしめるとされる:197-199頁。また、ディーヴァに搭載されたものは戦艦の定義に反して破壊力が高すぎるという理由から、主砲としては扱われず特装攻城砲に分類されている:198頁。なお、現実には艦載砲の定義に威力や口径の制限というものは特に無い。また、「攻城砲」も「戦艦」も第二次世界大戦をその発達の頂点として、兵器開発史からほぼ同時に姿を消している。
フォトンリング・レイ
地球連邦軍の戦略兵器。詳細は「機動戦士ガンダムAGEの登場兵器#ディーヴァ」を参照。
MSバトルシミュレーター（エムエスバトルシミュレーター）
フリットとロディが製作したMS操縦の教習用マシン。MSのコクピットを再現した操縦席と大型ディスプレイ、スピーカーなどで構成され、一見するとゲームセンターに置かれている筐体のようである。見た目に反して内容はかなり精巧に作られており、これのみでMSの基本操作を一通り学習することができる。フリットはゲームと称して幼少のキオにこのシミュレーターを与え、遊びの中で彼に操縦技術を習得させた。なお、第2部においてもロディがジェノアスのコクピットを流用して製作した、類似のマシンが登場する。
コロニーデストロイヤー
ヴェイガン製MSが使用するミサイル型戦略兵器。弾頭の全長はMSの全高の数倍にも達し、文字どおり1発でコロニーに甚大な被害を与えられるほどの威力を持つ。発射操作は弾頭横のトリガーグリップで行われるが、その巨大さから携行火器というよりはMS自体が弾頭の牽引・誘導装置としてあつかわれている。
ミューセル
ヴェイガンのパイロットスーツのヘルメットに内蔵されている出力調整が可能な特殊装置。脳内のX領域を強制的に覚醒させることで、一般人にもXラウンダーなみの能力を得ることが可能。非侵襲式装置であるが、脳細胞に多大な負担を強い悪影響を与える危険性を持つ。事実、ミューセルを使用したアセムは一時的に擬似Xラウンダーになることができたが、同時に頭痛や意識の混濁に襲われ、一時は意識不明にまで陥った。第1部終盤でギーラがデファースに搭乗する際に同装備を使用し、第2部の時代では量産機にも普及している。
ステルスシステム「見えざる傘」（ステルスシステムみえざるかさ）
ヴェイガンが用いる光学迷彩。主に艦船や移動要塞などに搭載されている。展開時は光学観測を無効化するだけでなく、空間ごとステルス化する。ヴェイガン側は当初、探知方法を持たない連邦に対して絶対的な優位を保っていたが、連邦側も後にAGE-2アルティメスの完成により間接的ながらも探知が可能となった。また、ビシディアンは大破・遺棄されたヴェイガン艦からこの技術を手に入れている。
プラズマ粒子爆弾（プラズマりゅうしばくだん）
ロストロウラン基地の破壊に用いられたヴェイガンの大型爆弾。電磁注入されたプラズマの発生する膨大な熱量により、大爆発を起こす。遺棄されたMSや隔壁の中に隠されて配置されたが、全て発見・処理される。
プラズマダイバーミサイル
通常は使用が禁止されている、絶大な威力を秘めた大量破壊兵器。未だ開発段階にあり、威力も未知数。ヴェイガンのコロニーデストロイヤーに似た形状で、カラーリングは赤。小説版によればコロニー国家戦争時代の遺物であり、プラズマフィールドを形成して特定の細胞組織（人間のみ）を超高速のマイクロ波で死体の欠片も残らず焼き尽くす、「コロニー浄化兵器」とのこと。フリットが月面基地ルナベースごとヴェイガンを殲滅するためにアルグレアスから使用許可を得るが、発射前にヴェイガンが降伏したため、実際発射されることはなかった。ラ・グラミス攻防戦ではフリット自身が持ち出してセカンドムーンを破壊しようとするが、ユリンの幻影やキオの説得を受けてフリットが翻意し、戦闘宙域の何もない宙域へ向けて発射され、巨大な爆発を起こし、両軍が協力するきっかけを作った。
ディグマゼノン砲（ディグマゼノンほう）
ヴェイガンの宇宙要塞ラ・グラミスの要塞砲。詳細は「機動戦士ガンダムAGEの登場兵器#ラ・グラミス」を参照。
イヴァースシステム
イヴァースシステム（Everse System）とは、「日常的磁気依存型自己防衛システム（EVERyday magnetic-field-dependent SElf-defense System）」の略称で、フリット・アスノが提唱した火星環境改善プロジェクトの元、AGEシステムとEXA-DBを使ってラ・グラミス攻防戦後から37年をかけて開発された新技術。これは強力な磁場を生成するための送電施設を火星表面に多数設置し、磁場展開装置を内蔵した「マーズフェザー」と呼ばれる無人MS部隊を衛星軌道上に多数常駐させ、無線送電と情報ネットワークをリンクさせるという、火星規模の広大なシステムである。宇宙天気予報により火星に大規模な太陽風が迫ると、「マーズフェザー」部隊を多面的に展開させ、巨大な磁場を形成。太陽風の影響を弱めて磁気嵐の発生を抑制する。「マーズフェザー」用の機体は、ガフランやバクトといったヴェイガン製のMSが転用された。このシステムの完成で火星圏に蔓延る死病「マーズレイ」の無効化が可能になり、ついに火星を含む宇宙が「安住の地」となった。

### その他の用語
Xラウンダー（エックスラウンダー）
脳内に点在する「X領域」にアクセスし、予知や他者との交信能力、常人以上の反射神経を発揮する一種の「超能力者」のこと。単に「能力者」とも呼ばれる。X領域自体は誰の脳にも存在するが、通常の人間ではほとんど使われることはない。2名以上の能力を共鳴させることで、その効果を増大させることもできる。作中では、ガンダムシリーズにおけるニュータイプ能力を想起させるような描写がなされている。
過去の地球圏では能力者についての研究が行われていたが、分野としては未発達な上に古い伝承や迷信などを交えた推測や拡大解釈の流布もあり、学術的な調査に至った例はあまりなかった。一方で、ヴェイガンでは早期から積極的な研究が行われ、やがて戦闘能力に特化したXラウンダー兵士の養成や、彼らに対応した専用兵器の開発も地球圏に先んじて行われていた。ヴェイガン内では特権階級的な待遇を受けており、これを鼻にかけたエリート意識の強い能力者も多い。
第2部時点では地球連邦内において人間のXラウンダー適性を調べる技術が実用化されており、地球連邦軍では実際に軍人を対象としたXラウンダー適性検査が行われているものの、あくまで検査だけが行われ、Xラウンダー専用の兵器を開発するには至っていない。
自身が強力なXラウンダーであるイゼルカントは、言語を用いず他者と交信するXラウンダーの姿を「理性を持たぬ野獣へ還る」「人類の進化ではなく退化である」として、その存在について否定的な発言を行う。
第4部において能力を使いすぎると暴走する事が発覚し、暴走した本人は自制心を完全に失い、周辺のビットやファンネルの制御を乗っ取る他、周辺にいる他のXラウンダーを苦しめる。
EXA-DB（エグザ・ディービー）
『〜追憶のシド〜』の用語、「#EXA-DB」を参照。
マジシャンズ8（マジシャンズエイト）
第2部に登場。ヴェイガンのXラウンダー部隊。詳細は「機動戦士ガンダムAGEの登場人物#マジシャンズ8」を参照。
ファントム3（ファントムスリー）
第3部に登場。ヴェイガンのMS部隊。詳細は「機動戦士ガンダムAGEの登場人物#ファントム3」を参照。
地球種（ちきゅうしゅ）
ヴェイガン側からの地球圏の人間に対する蔑称。本来ヴェイガンは地球連邦の「マーズバースディ計画」の失敗により見捨てられた存在なので、この蔑称が指す主な対象は地球連邦の人間と思われるが、第1部時点では地球連邦のみならずザラムとエウバの人間も同類とされていることが、「ファーデーン」への襲撃から見て取れる。また、第2部終盤でヴェイガンと内通していたフロイ・オルフェノアがメデル・ザントに殺されかかった1件を見る限り、ヴェイガンにとって利益となる行動を行っている内通者の類ですら、ヴェイガンからは「所詮は地球種に過ぎない」と見なされている模様。

## スタッフ
- 企画 - サンライズ[124]
- 原作 - 矢立肇[124]、富野由悠季[124]
- ストーリー・シリーズ構成 - 日野晃博[124]
- キャラクターデザイン原案 - 長野拓造[124]
- キャラクターデザイン - 千葉道徳[124]
- メカニックデザイン - 海老川兼武[124]、石垣純哉[124]、寺岡賢司[124]
- チーフメカアニメーター - 大塚健
- 美術デザイン - 中島美佳
- 美術監督 - 近藤由美子
- 色彩設計 - 手嶋明美
- SF考証 - 白土晴一
- シリーズ構成補佐 - 兵頭一歩
- 音響監督 - 藤野貞義
- 撮影監督 - 葛山剛士、田中唯
- 編集 - 野尻由紀子
- CGテクニカルディレクター - 宮原洋平
- 音楽 - 吉川慶[124]
- 音楽プロデューサー  - 篠原廣人（ソニー・ミュージックエンタテインメント）、斎藤滋（ランティス）、山田智子（サンライズ音楽出版）
- エグゼクティブプロデューサー - 竹田靑滋、宮河恭夫
- 制作協力 - 創通[124]、ADK[124]
- 企画プロデューサー - 佐々木新
- 企画協力 - レベルファイブ[124]
- プロデューサー - 丸山博雄、小川正和
- 監督 - 山口晋[124]
- 製作 - MBS[注 28]、サンライズ[124]

本作に登場する主人公の一族のアスノという姓を漢字にすると「明日野」とも書け、日野と同じ名前が入っているようにも受け取られるものとなっているが、日野はインタビューにおいて「これは偶然であり、もの作りの現場では往々にしてこういうことが起こる」と答えている。

## 主題歌
オープニング映像の下部には歌詞が読み仮名（ルビ）つきの字幕で表示される。なお、第2部まではエンディングに歌詞の字幕は無かったが、第3部と第4部ではそれぞれ表示されている。
| OP/ED/挿 | 曲名                             | 作詞         | 作曲                         | 編曲                                     | 歌                                       | 順位  | 使用話                       |
| -------- | -------------------------------- | ------------ | ---------------------------- | ---------------------------------------- | ---------------------------------------- | ----- | ---------------------------- |
| OP       | 明日へ                           | 尾崎雄貴     | 尾崎雄貴 岩井郁人            | Galileo Galilei （SME Records）          | Galileo Galilei （SME Records）          | 17位  | フリット編（第1話 - 第15話） |
| OP       | sharp ♯                          | 蒼山幸子     | 沙田瑞紀 蒼山幸子            | ねごと （キューンミュージック）          | ねごと （キューンミュージック）          | 10位  | アセム編（第16話 - 第28話）  |
| OP       | REAL                             | シン         | イヴ                         | ViViD 宅見将典                           | ViViD （EPICレコードジャパン）           | 6位   | キオ編（第29話 - 第39話）    |
| OP       | AURORA                           | Eir 重永亮介 | 重永亮介                     | 下川佳代 重永亮介                        | 藍井エイル （SME Records）               | 22位  | 三世代編（第40話 - 第49話）  |
| ED       | 君の中の英雄                     | 栗林みな実   | 栗林みな実                   | 飯塚昌明                                 | 栗林みな実 （ランティス）                | 14位  | フリット編（第1話 - 第15話） |
| ED       | My World                         | MOMIKEN      | UZ                           | SPYAIR （Sony Music Associated Records） | SPYAIR （Sony Music Associated Records） | 21位  | アセム編（第16話 - 第28話）  |
| ED       | WHITE justice                    | 飛蘭         | 上松範康 （Elements Garden） | 藤田淳平 （Elements Garden）             | 飛蘭 （ランティス）                      | 45位  | キオ編（第29話 - 第39話）    |
| ED       | forget-me-not 〜ワスレナグサ〜   | 川村結花     | 三橋隆幸                     | Jin Nakamura                             | Flower （Sony Music Associated Records） | 13位  | 三世代編（第40話 - 第49話）  |
| 挿入歌   | Memorial days                    | KOKIA        | KOKIA                        | 伊藤真澄                                 | KOKIA （ランティス）                     | 66位  | 第11話、第14話               |
| 挿入歌   | 君と僕はそこにいた               | AiRI         | 宮崎京一                     | 宮崎京一                                 | AiRI （ランティス）                      | 141位 | 第17話                       |
| 挿入歌   | 君といた日々                     | 飛蘭         | rino                         | 戸田章世                                 | 飛蘭 （ランティス）                      | -     | 第38話                       |
| 挿入歌   | 君の中の英雄 （ballade version） | 栗林みな実   | 栗林みな実                   | 虹音                                     | 栗林みな実 （ランティス）                | -     | 第49話                       |

備考
- 『機動戦士ガンダムSEED』、『機動戦士ガンダム00』などのMBS製作アニメは基本的に1クールごとにテーマソングを変更していたが、本作ではストーリーの進行による世代交代に合わせて楽曲を変更している。第1部の楽曲は従来よりも使用期間が約1ヶ月長く、第3部と第4部の楽曲はそれぞれ2ヶ月半使用される。
- フリット編第12話以降のOPアニメーションでは一部が変更されており、第11話まで宇宙戦艦ディーヴァが登場していた場面の一部が、ストライダー形態のAGE-2のシルエットに差し替えられた。なお、フリット編のOPテーマ「明日へ」は第2コーラス（2番）目の歌詞が採用された。
- フリット編EDテーマ「君の中の英雄」の歌詞の内容は本編途中までのシナリオを反映したものとなっている。基本的にエンディング曲ではあるがオープニング風にも聴こえる作風が意図されており、これは発注時からの注文であったとされる。作詞・作曲を手がけた栗林は「決して子供向けではないが、子供にも理解できるように翻訳されたガンダム」というテレビアニメ本編のコンセプトを踏まえ、歌詞には日本語のみを用いて英語を使わず、メロディも幅広い層に親しまれるものを心がけたという。第15話では、アンバット攻略戦が終結した場面で挿入歌としても流れ、その際には第2コーラス目の歌詞が用いられた。このほか最終話（第49話）でもこの曲のスローバラードバージョンが挿入歌として使用された。
- アセム編第24話以降のEDアニメーションでは一部が変更されており、第23話までAGE-2ノーマルが登場していた場面の一部が、AGE-2ダブルバレットに差し替えられた。
- キオ編前期OPアニメーションではカットの一部が2度に渡って変更されており、第34話以降ではシルエット状態だったAGE-2ダークハウンドの全身解放とキャプテン・アッシュのカットが新たに挿入され、第39話ではシルエット状態だったガンダムレギルスが全身解放された。
- 第34話以降のキオ編前期EDアニメーションでは一部が変更されており、ラストのアセムがキャプテン・アッシュに切り替わるシーンが新たに追加された。
- 三世代編EDテーマ「forget-me-not 〜ワスレナグサ〜」は前述の「明日へ」同様第2コーラス（2番）目の歌詞が採用された。
- フリット編挿入歌「Memorial days」は第11話ではミンスリーで再会したフリットとユリンが親睦を深めていく場面で使用され、第14話ではユリンが最期の瞬間にフリットと心を通わせる場面で使用された。
- アセム編挿入歌「君と僕はそこにいた」は第17話でアセムとゼハートがお互いの友情を深めていく場面で使用された。
- キオ編挿入歌「君といた日々」は第38話でキオがセカンドムーンで出会った難病の少女ルウと親睦を深めていく場面で使用された。この曲は飛蘭のシングル「WHITE justice」のC/Wとして収録されている。

## 各話リスト
- 「第1部・フリット編」のアバンタイトルにおいてナレーションによる解説が入る場面ではAGE-1のシルエットが描かれ、第6話までがAGE-1ノーマル、第7話 - 第9話がタイタス、第10話 - 第15話がスパローになっている。「第2部・アセム編」のアバンタイトルではヴェイガン側の機体が描かれ、第16話 - 第22話までシルエットになっていたゼイドラとクロノスが第23話から第28話まで全身開放されている。「第3部・キオ編」のアバンタイトルでは第1部と第2部のダイジェスト映像が流れる。
- 「第1部・フリット編」OPの最後は13~4話までディーヴァ、14~5話がAGE-2 ノーマルのストライダー形態のシルエットになっている。
- 第12話は、MBS（毎日放送）の地デジ放送における情報表示では「第12話「反撃への旅立ち」」となっていた。
- オンエア時の各話の次回予告後には、作中の設定・用語を解説するミニコーナー「ガンダペディア」が流され、第1部ではフリット、第2部ではアセム、そして第3部と第4部ではキオがそれぞれ解説役を担当する。ただしネット配信版・DVD版・BD版には収録されていない。
- 2011年12月25日は『報道の日 2011 記憶と記録そして願い』放送のため、2012年8月12日はロンドンオリンピック中継のため休止。

| 話数              | 放送日            | サブタイトル              | 脚本              | 絵コンテ              | 演出              | 作画監督                | メカ作画監督           | ガンダペディア                                     |
| 第1部・フリット編 | 第1部・フリット編 | 第1部・フリット編         | 第1部・フリット編 | 第1部・フリット編     | 第1部・フリット編 | 第1部・フリット編       | 第1部・フリット編      | 第1部・フリット編                                  |
| ----------------- | ----------------- | ------------------------- | ----------------- | --------------------- | ----------------- | ----------------------- | ---------------------- | -------------------------------------------------- |
| 第1話             | 2011年 10月9日    | 救世主ガンダム            | 日野晃博          | 山口晋                | 山口晋            | 千葉道徳                | 大塚健                 | ガンダム                                           |
| 第2話             | 10月16日          | AGEの力                   | 日野晃博          | 山口晋                | 古田丈司          | 松川哲也                | 金世俊                 | UE（アンノウンエネミー）                           |
| 第3話             | 10月23日          | ゆがむコロニー            | 兵頭一歩          | 角田一樹              | 角田一樹          | 大貫健一                | 有澤寛                 | AGEシステム                                        |
| 第4話             | 10月30日          | 白い狼                    | 木村暢            | 酒井和男              | 酒井和男          | 牧孝雄                  | 進藤ケンイチ           | ガフラン                                           |
| 第5話             | 11月6日           | 魔少年                    | 中瀬理香 日野晃博 | 寺岡巌                | 京極尚彦          | しんぼたくろう          | 松田寬                 | ジェノアス                                         |
| 第6話             | 11月13日          | ファーデーンの光と影      | 日野晃博          | うえだしげる          | うえだしげる      | 森下博光                | 阿部邦博               | ザラムとエウバ                                     |
| 第7話             | 11月20日          | 進化するガンダム          | 兵頭一歩          | 角田一樹              | 孫承希            | 池田佳代                | 大塚健                 | バクト                                             |
| 第8話             | 11月27日          | 決死の共同戦線            | 兵頭一歩          | 加瀬充子              | 鈴木健一          | 大貫健一                | 有澤寛                 | タイタス                                           |
| 第9話             | 12月4日           | 秘密のモビルスーツ        | 中瀬理香 日野晃博 | 古田丈司              | 古田丈司          | 牧孝雄                  | 進藤ケンイチ           | マッドーナ工房                                     |
| 第10話            | 12月11日          | 激戦の日                  | 木村暢            | 寺岡巌                | 池野昭二          | しんぼたくろう          | 松田寛 金世俊          | スパロー                                           |
| 第11話            | 12月18日          | ミンスリーの再会          | 日野晃博          | 酒井和男              | 酒井和男          | 松川哲也                | 金世俊                 | ハロ                                               |
| 第12話            | 2012年 1月1日     | 反逆者たちの船出          | 木村暢            | うえだしげる          | うえだしげる      | 森下博光                | 阿部邦博               | Gエグゼス                                          |
| 第13話            | 1月8日            | 宇宙要塞アンバット        | 兵頭一歩          | 京極尚彦              | 孫承希            | 池田佳代                | 阿部宗孝 久壽米木信弥  | なし（JNN） ゼダス（香港、BS11）                   |
| 第14話            | 1月15日           | 悲しみの閃光              | 兵頭一歩          | 酒井和男              | 綿田慎也          | 大貫健一                | 大塚健                 | 宇宙要塞                                           |
| 第15話            | 1月22日           | その涙、宇宙に落ちて      | 日野晃博          | 古田丈司              | 古田丈司          | 石野聡                  | 有澤寛                 | ヴェイガン                                         |
| 第2部・アセム編   |                   |                           |                   |                       |                   |                         |                        |                                                    |
| 第16話            | 1月29日           | 馬小屋のガンダム          | 日野晃博          | 酒井和男              | 酒井和男          | 牧孝雄                  | 進藤ケンイチ           | コールドスリープ                                   |
| 第17話            | 2月5日            | 友情と恋とモビルスーツ    | 木村暢            | 亀井治                | 亀井治            | しんぼたくろう          | 松田寛                 | ゼダスR                                            |
| 第18話            | 2月12日           | 卒業式の戦闘              | 兵頭一歩          | うえだしげる          | うえだしげる      | 松川哲也                | 金世俊                 | Gバウンサー                                        |
| 第19話            | 2月19日           | アセムの旅立ち            | 日野晃博          | 古田丈司              | 古田丈司          | 森下博光                | 阿部邦博               | ガンダムAGE2                                       |
| 第20話            | 2月26日           | 赤いモビルスーツ          | 加藤陽一 日野晃博 | 綿田慎也              | 綿田慎也          | 石野聡                  | 大塚健                 | ゼイドラ                                           |
| 第21話            | 3月4日            | 立ちはだかる幻影          | 木村暢            | 鈴木健一              | 鈴木健一          | 大貫健一                | 有澤寛                 | ビッグリング                                       |
| 第22話            | 3月11日           | ビッグリング絶対防衛線    | 日野晃博          | 寺岡巌                | 角田一樹          | しんぼたくろう          | 松田寛 阿部宗孝        | クロノス                                           |
| 第23話            | 3月18日           | 疑惑のコロニー            | 兵頭一歩          | 酒井和男              | 孫承希            | 池田佳代                | 進藤ケンイチ           | アデル                                             |
| 第24話            | 3月25日           | Xラウンダー               | 加藤陽一 日野晃博 | 京極尚彦              | 京極尚彦          | 牧孝雄                  | 金世俊                 | AGE2 ダブルバレット                                |
| 第25話            | 4月1日            | 恐怖のミューセル          | 木村暢            | 古田丈司              | 古田丈司          | 松川哲也                | 阿部邦博               | なし（JNN） ミューセル（香港、BS11）               |
| 第26話            | 4月8日            | 地球 それはエデン         | 日野晃博          | 長崎健司              | 長崎健司          | 大貫健一                | 有澤寛                 | 司令官と参謀                                       |
| 第27話            | 4月15日           | 赤い夕陽を見た            | 日野晃博          | 酒井和男              | 酒井和男          | 森下博光                | 阿部邦博               | 大気圏                                             |
| 第28話            | 4月22日           | 地球圏の動乱              | 兵頭一歩          | うえだしげる          | うえだしげる      | しんぼたくろう          | 松田寛                 | 地球連邦軍と地球連邦政府                           |
| 第3部・キオ編     |                   |                           |                   |                       |                   |                         |                        |                                                    |
| 第29話            | 4月29日           | じいちゃんのガンダム      | 日野晃博          | 大塚健 古田丈司       | 綿田慎也          | 池田佳代                | 大塚健                 | ヴェイガンの刺客                                   |
| 第30話            | 5月6日            | 戦場になる街              | 加藤陽一 日野晃博 | 京極尚彦              | 孫承希            | 牧孝雄                  | 進藤ケンイチ           | ディーヴァ                                         |
| 第31話            | 5月13日           | 戦慄 砂漠の亡霊           | 木村暢            | 酒井和男              | 酒井和男          | 松川哲也                | 金世俊                 | ディーヴァの進路                                   |
| 第32話            | 5月20日           | 裏切り者                  | 兵頭一歩          | 古田丈司              | 古田丈司          | 大貫健一                | 阿部邦博               | ロストロウラン                                     |
| 第33話            | 5月27日           | 大地に吠える              | 日野晃博          | 寺岡巌                | 角田一樹          | 森下博光                | 有澤寛                 | AGE3フォートレス                                   |
| 第34話            | 6月3日            | 宇宙海賊ビシディアン      | 加藤陽一 日野晃博 | うえだしげる          | うえだしげる      | しんぼたくろう          | 久壽米木信弥           | AGE2 ダークハウンド                                |
| 第35話            | 6月10日           | 呪われし秘宝              | 木村暢            | 池野昭二              | 池野昭二          | 池田佳代                | 松田寛                 | EXA-DB（エグザ・ディービー）                       |
| 第36話            | 6月17日           | 奪われるガンダム          | 兵頭一歩          | 加瀬充子              | 南康宏            | 牧孝雄                  | 進藤ケンイチ           | 司令官専用機（ザムドラーグとギラーガ）             |
| 第37話            | 6月24日           | ヴェイガンの世界          | 日野晃博          | 酒井和男              | 酒井和男          | 松川哲也                | 有澤寛                 | なし（JNN） 火星圏（香港、BS11）                   |
| 第38話            | 7月1日            | 逃亡者キオ                | 加藤陽一 日野晃博 | 孫承希                | 孫承希            | 森下博光 大貫健一       | 阿部邦博               | セカンドムーン                                     |
| 第39話            | 7月8日            | 新世界の扉                | 木村暢            | 古田丈司 うえだしげる | うえだしげる      | しんぼたくろう          | 阿部宗孝 金世俊        | ガンダムレギルス                                   |
| 第4部・三世代編   |                   |                           |                   |                       |                   |                         |                        |                                                    |
| 第40話            | 7月15日           | キオの決意 ガンダムと共に | 日野晃博          | 古田丈司 酒井和男     | 三好正人          | 池田佳代 牧孝雄         | 大塚健                 | ガンダムAGE-FX                                     |
| 第41話            | 7月22日           | 華麗なフラム              | 兵頭一歩          | 西澤晋                | 角田一樹          | 牧孝雄                  | 進藤ケンイチ           | ルナベース                                         |
| 第42話            | 7月29日           | ジラード・スプリガン      | 加藤陽一 日野晃博 | 加瀬充子              | 池野昭二          | 松川哲也                | 松田寛 久壽米木信弥    | ティエルヴァ                                       |
| 第43話            | 8月5日            | 壮絶 トリプルガンダム     | 木村暢            | 酒井和男 うえだしげる | 酒井和男          | 大貫健一                | 有澤寛                 | なし（JNN） プラズマダイバーミサイル（香港、BS11） |
| 第44話            | 8月19日           | 別れゆく道                | 日野晃博          | 古田丈司              | 名取孝浩          | しんぼたくろう          | 阿部宗孝               | なし（JNN） イゼルカントの計画（香港、BS11）       |
| 第45話            | 8月26日           | 破壊者シド                | 兵頭一歩          | 西澤晋 加瀬充子       | 孫承希            | 池田佳代                | 金世俊 阿部邦博        | なし（JNN） シド（香港、BS11）                     |
| 第46話            | 9月2日            | 宇宙要塞ラ・グラミス      | 加藤陽一 日野晃博 | うえだしげる 古田丈司 | うえだしげる      | 牧孝雄 森下博光         | 進藤ケンイチ           | なし（JNN） 宇宙要塞ラ・グラミス（香港、BS11）     |
| 第47話            | 9月9日            | 青い星 散りゆく命         | 木村暢            | 西澤晋 酒井和男       | 綿田慎也          | 松川哲也                | 松田寛 久壽米木信弥    | なし（JNN） ジルス・ベイン（香港、BS11）           |
| 第48話            | 9月16日           | 絶望の煌めき              | 日野晃博          | 古田丈司 寺岡巌       | 古田丈司          | しんぼたくろう 大貫健一 | 阿部宗孝 有澤寛        | なし（JNN） ディグマゼノン砲（香港、BS11）         |
| 第49話 （最終話） | 9月23日           | 長き旅の終わり            | 日野晃博          | 長崎健司 酒井和男     | 角田一樹 酒井和男 | 千葉道徳                | 大塚健 阿部邦博 有澤寛 | なし（JNN） 二つ星条約（香港、BS11）               |

## 放送局
2011年7月24日に日本の地上アナログテレビ放送が終了し、地上デジタルテレビ放送に移行して以降の作品である本作は、ガンダムシリーズでは初となる完全地上デジタル放送作品でもあった。また、本作は日本国内向けの放送のほか、同時期に日本国外向けのインターネット配信も行われ、中国語（広東語・北京語）、韓国語、英語の5言語で配信されていた。
| 放送地域 | 放送局                                        | 放送期間                       | 放送日時                  | 系列                                | 備考                                                                                       |
| -------- | --------------------------------------------- | ------------------------------ | ------------------------- | ----------------------------------- | ------------------------------------------------------------------------------------------ |
| 日本国内 | 毎日放送（制作局）をはじめとするTBS系列全28局 | 2011年10月9日 - 2012年9月23日  | 日曜 17:00 - 17:30        | TBS系列                             | 字幕放送 / 連動データ放送                                                                  |
| 日本全域 | バンダイナムコライブTV                        | 2011年10月28日 - 2012年9月28日 | 金曜 22:30 - 23:00        | ネット配信                          |                                                                                            |
| 日本全域 | バンダイチャンネル                            | 2011年10月29日 - 2012年10月6日 | 土曜 12:00 更新           | ネット配信                          |                                                                                            |
| 日本全域 | BS11                                          | 2012年1月1日 - 12月2日         | 日曜 19:00 - 19:30        | BS放送                              |                                                                                            |
| 日本全域 | アニマックス                                  | 2012年4月6日 - 2013年3月22日   | 金曜 19:00 - 19:30        | アニメ専門BS/CS放送                 | リピート放送あり                                                                           |
| 香港     | 無綫電視 翡翠台                               | 2011年10月29日 - 2012年2月11日 | 土曜 10:00 - 10:30        | 香港の地上波放送 香港のアナログ放送 | UTC+8 広東語&日本語放送 繁体字字幕あり（アナログ放送） 繁体字&簡体字字幕あり（地上波放送） |
| 香港     | 無綫電視 翡翠台                               | 2012年2月18日 - 3月3日         | 土曜 10:10 - 10:40        | 香港の地上波放送 香港のアナログ放送 | UTC+8 広東語&日本語放送 繁体字字幕あり（アナログ放送） 繁体字&簡体字字幕あり（地上波放送） |
| 香港     | 無綫電視 翡翠台                               | 2012年3月10日 - 10月27日       | 土曜 10:15 - 10:45        | 香港の地上波放送 香港のアナログ放送 | UTC+8 広東語&日本語放送 繁体字字幕あり（アナログ放送） 繁体字&簡体字字幕あり（地上波放送） |
| 香港     | 無綫電視 J2                                   | 2013年6月13日 - 8月19日        | 月曜 - 金曜 18:25 - 19:00 | 香港の地上波放送                    | UTC+8 広東語&日本語放送 繁体字字幕あり リピート放送あり                                    |

## WEBラジオ
公式サイトにて『ガンダムAGE×3ラジオ』（ガンダムエイジ アゲアゲラジオ）が配信された。全28回。パーソナリティーはフリット・アスノ役の豊永利行（第1回 - 第15回）、アセム・アスノ役の江口拓也（第16回 - 第28回）。

## OVA
『機動戦士ガンダムAGE MEMORY OF EDEN』
2013年7月26日発売。第2部・アセム編をベースに、第4部・三世代編までの物語をアセムとゼハートを中心に再構成した内容になっている（2人が登場しない第1部・フリット編は回想シーンとして挿入されている）。約1時間にも及ぶ新規シーンの挿入や、設定の追加・変更・補完がされている。主な新規シーンは、第2部の学園生活や第48話のアセムとゼハートの決戦シーンなど。また、メカニックではガンダムAGE-1ソーディアやガンダムレギルス（ゼハート専用カラー）などが新たに登場している。

### スタッフ（OVA）
他、テレビスタッフと同様。
- 監督 - 綿田慎也
- 構成・脚本 - 木村暢
- メカニック作画監督 - 大塚健
- ストーリー監修 - 日野晃博

### 主題歌（OVA）
エンディングテーマ「My World」（前編）
エンディングテーマ「未来の模様」（後編）
作詞 - 松井洋平 / 作曲・編曲 - 石川智久 / 歌 - 結城アイラ
挿入歌「未来の模様」
作詞 - 松井洋平 / 作曲・編曲 - 石川智久
挿入歌「ほしのひかり」
作詞 - 松井洋平 / 作曲・編曲 - 石川智久
挿入歌「君と僕はそこにいた」
作詞 - AiRI / 作曲・編曲 - 宮崎京一 / 歌 - AiRI

### 各話リスト（OVA）
| 話数 | 絵コンテ                    | 演出                        | キャラクター作画監督                  |
| ---- | --------------------------- | --------------------------- | ------------------------------------- |
| 前編 | 酒井和男、角田一樹 綿田慎也 | 酒井和男、角田一樹 綿田慎也 | 千葉道徳、佐村義一 池田佳代、松川哲也 |
| 後編 | 寺岡巌 綿田慎也             | 綿田慎也                    | 千葉道徳、大貫健一 池田佳代           |

## 漫画版

### 機動戦士ガンダムAGE 〜始まりの物語〜
『機動戦士ガンダムAGE 〜始まりの物語〜』は中西寛による、アニメ本編開始前後を漫画化した読切作品。アニメ本編第1話の放送と前後し、小学館の漫画雑誌『週刊少年サンデー』2011年10月5日発売の45号と同月12日発売の46号に掲載され、前編は小学館のウェブサイト『クラブサンデー』や『コロコロ公式サイト』でもインターネット配信された。後に前編が同作者による外伝『〜追憶のシド〜』の単行本1巻:150-187頁に、後編が同じく2巻:156-189頁にそれぞれ収録されている。
ストーリーおよび設定は、企画段階のアイデアを基にしており、AGEシステムの能力やガンダムの戦い方には本編で不採用になったものが反映されている。物語の導入はおおむねアニメ本編の第1話をなぞる内容となっているが、本作ではUEの襲撃を予見したフリットが学校で騒動を起こしてから実際の襲撃までに3日の時間経過があるなど、細部の違いもある。またガンダムAGE-1の正パイロットであったラーガンは作中でUEの攻撃を受けた際にアニメ本編では負傷しつつも生存するのに対し、本作では戦死したという描写になっており、そのことに激昂したフリットがガンダムに搭乗する流れになっている。
本作で描かれた初期設定版のAGEシステムは極限状況の中で近辺にある物品や建造物などから戦況に合致したものを探し出し、その場で武器に改造して機体に取り込む機能と設定されている。作中ではAGEシステムの発動により背中に風車を装着し、ビームダガーでも倒せなかったガフランを撃退した。日野晃博によれば、この設定はガンダムシリーズの作風にそぐわないという理由で没になったという。

### 機動戦士ガンダムAGE -First Evolution-
『機動戦士ガンダムAGE -First Evolution-』は、『ガンダムエース』2011年12月号から2012年10月号に連載した本作の第1部・フリット編のコミカライズ版。作者は葛木ヒヨン。

### 機動戦士ガンダムAGE -Second Evolution-
『機動戦士ガンダムAGE -Second Evolution-』は、月刊誌『ニュータイプエース』（角川書店）2011年Vol.4号より連載した本作の第2部・アセム編のコミカライズ版。作者はばう。

### 機動戦士ガンダムAGE -Final Evolution-
『機動戦士ガンダムAGE -Final Evolution-』は、『ガンダムエース』2012年11月号より2013年4月号にかけて連載。本作第3部キオ編と第4部・三世代編のコミカライズ版。作者はばう。
第1話では既にヴェイガンに囚われているキオの救出から始まり第2話でAGE-FXが登場。ムーンベース攻略戦の冒頭だけ描いて戦闘終了後に場面転換するなど、『First Evolution』や『Second Evolution』とは違い、テレビ版のダイジェスト的構成となっている。

### 機動戦士ガンダムAGE 〜クライマックスヒーロー〜
『機動戦士ガンダムAGE 〜クライマックスヒーロー〜』は月刊コロコロコミック2012年7月号から11月号まで連載された、キオを主人公としたコミカライズ版。作者は鷹岬諒。シャナルアがスパイではない、ジラードやセリックが戦死しない、ゼハートが聡明な性格である、ザナルドの一人称が「オレ」に変更されている、キオがFXバーストモードの使用を躊躇しないなど、テレビアニメ版やPSP版とは設定の違いが見られる。

## 小説版
小太刀右京によるアニメ本編の小説化（ノベライズ）作品が、角川スニーカー文庫（角川書店）より、2012年2月から刊行されている。全5巻。原作は矢立肇、富野由悠季。表紙イラストは大貫健一、本文イラストは黒銀。
作品世界で後世に書かれた歴史小説というスタイルで進み、テレビアニメ本編の展開を大筋でなぞる内容となっているものの、解釈の異なる設定も盛り込まれ、細部の展開は独自の内容となっている。アニメ本編では曖昧にされていた戦闘の死傷者の描写にも紙幅が割かれ、登場人物の内面描写への言及もある。監修にはアニメ本編でSF考証を務める白土晴一と、シリーズ構成補佐・脚本を担当する兵頭一歩が参加しており:12頁、コロニー内部の環境や世界情勢などといった設定にも言及されている。
1. 『スタンド・アップ』 2012年2月1日発行（同日発売[133]） ISBN 978-4-04-100147-9
2. 『アウェイクン』 2012年4月1日発行（同日発売[134]） ISBN 978-4-04-100180-6
3. 『セカンド・エイジ』 2012年6月1日発行 ISBN 978-4-04-100354-1
4. 『マーズ・コンタクト』 2012年9月1日発行 ISBN 978-4-04-100397-8
5. 『ホーム・スイート・ホーム』 2012年10月31日発行 ISBN 978-4-04-100542-2

## ドラマCD
機動戦士ガンダムAGE CDドラマ Wedding Eve
2012年6月6日発売
「第2部・アセム編」のアセムとロマリーの結婚の経緯を中心とした内容になっている。

## 外伝作品
『トレジャースター』以外の作品は、現時点で公式外伝と言及されている。

### 機動戦士ガンダムAGE トレジャースター
『機動戦士ガンダムAGE トレジャースター』は『月刊コロコロコミック』2011年10月号から2012年6月号まで連載されたオリジナルストーリーの漫画版。第1話はウェブコミック配信サイト『クラブサンデー』でも配信された。
作者は吉田正紀。本編の「第1部・フリット編」、および「第3部・キオ編」と世界観を共有しており、「第1部・フリット編」の主人公・フリットや「第3部・キオ編」の主人公・キオもそれぞれゲスト出演する。ガンダムシリーズの漫画作品が「コロコロコミック」をはじめとする小学館発行雑誌で連載されるのは初めてのこととなる。
漫画版の主人公を始め、本編と世界観を共有しているため、『機動戦士ガンダムSEED ASTRAY』や『機動戦士ガンダム00外伝（漫画版）』といったサイドストーリーの扱いに近い。

#### 『トレジャースター』のストーリー
宇宙に憧れる小学生のダイキ・リュウザキは、シリウスとの出会いをきっかけに伝説のMSガンダムAGE-1に乗り込み、6年前に父が残した言葉「大いなる翼」を求め、トレジャースターの仲間とともに宇宙の冒険の旅に出発する。

#### 『トレジャースター』の登場人物

##### トレジャースターのクルー
ダイキ・リュウザキ
ガンダムAGE-1に搭乗する主人公。宇宙の冒険に憧れる少年で、シリウスと出会いガンダムのパイロットとなり、トレジャースターのクルーとなる。頑丈さが取り柄で、学校の屋上から落ちても死なない:14,15頁。父は6年前のUE襲撃の際に行方不明に、母はその父を捜しに出ており、冒険を始めるまでは祖母のウメコの店に住んでいた。
ハロ
ダイキの父親が残したロボットで、ダイキとともにAGE-1に搭乗する。ダイキの父親の情報を送れるようになっており、大いなる翼の場所を示す道しるべとなる。
シリウス
大いなる翼を捜す宇宙キャラバン・トレジャースターのリーダー。カレーが大好き。ウメコと実際に会うまでは、彼女がすでに年老いていることを知らず、そのことを知り幻滅したシリウスは彼女が作ったカレーを泣きながら食べる:25頁。
コテツ・サカイ
トレジャースターのメンバー。宇宙一の料理人を目指す負けず嫌いで一番のMSパイロットを自称する:70,78頁。
未来では創業者として、一代で1万店舗以上の好み焼き屋を持つ世界最大級の企業『コテツ堂』を築いていたが本人は亡くなっており、孫のイッテツに未来に来たダイキを助けるように頼んでいた。
ウェズン
トレジャースターのメンバー。貴族風でいつもバラを持っている。
ミルザム
トレジャースターのメンバー。いつも電卓を持っており、物事を確率計算して話す。
フルド
トレジャースターのメンバー。いつも体を鍛えている。
アダーラ
トレジャースターの女性メンバーで操舵手担当。和服を着ておりよく居眠りしているが、起きている時の操縦テクニックは一流。
ルーガ
トレジャースターのMSパイロット。MSパイロットとしての腕は一流で、3秒先の世界が見えるというほどの超高速戦闘が得意。ネコ耳のような髪型と八重歯が特徴で語尾に「-にゃ」をつけて話す。コロニー「ガルガン」の生き残りであり、UEに誘拐された仲間（ミケ、ルシャ、ベンガ、クーカムなど）を助けられる最強のMSを製作するための資金稼ぎとして、賞金稼ぎや海賊の仕事を請け負っていたが、ダイキに助けてもらったことを機に仲間の情報を探す傍らでトレジャースターに参加する。

##### その他のキャラクター
リュウジ・リュウザキ
ダイキの父親。元トレジャースターの初代艦長。6年前のUE襲撃の際に行方不明となっていたが、ダイキがトレジャースター号に合流した時にハロを介して生存が確認された:101頁。大いなる翼に辿り着いているが、鍵となるトレジャースター号とAGE-1を待っている。
実は未来から来た大いなる翼を開発していた科学者。未来のヴェイガンからの襲撃された際に翼を使い逃走するものの、現代の時代に来た時点で翼は行方不明となる。そのため翼を捜すために現代の世界で出会った仲間と共にトレジャースターを結成し、また翼を破壊するためにAGE-1を製作していた。
ダイキと合流した後、ザンギが投げたナイフの毒に侵され解毒剤を探すため、ダイキと共に未来に向かう。
ウメコ
銀河カレーが評判の定食屋「めしやうめ」の女将で、ダイキの祖母。60年前は美人だったが、現在では当時の面影を残しつつも風貌が大きく変わっている。リュウジの残したAGE-1をダイキに託す。その際にダイキの耳を引っ張るなど、乱暴な傾向がある。
フリット・アスノ
テレビアニメ本編と同一人物。詳細は「機動戦士ガンダムAGEの登場人物#フリット・アスノ」を参照。ダイキのAGE-1と遭遇、自分が搭乗するものしかないはずのAGE-1の同型機が存在することに驚きながらも、その機体がガンダムであると確信する。ヤクヤクのコロニーでダイキのAGE-1と再度遭遇、冒険のためにガンダムを使うダイキに困惑するが、共闘してUEと戦ったことでお互いを理解し別れる。
バレル・ズール
交易コロニー「チャンブール」を縄張りとしているズール海賊団の頭目。ルーガの事情を知りつつ利用していた。
マコト・ズール & ミユキ・ズール
ズール三兄弟を名乗るバレルの弟たち。アイドル気取りのマコトとオカマのミユキ。普段は酒場で下手な歌を歌っているが、MS乗りとしては超一流。
タクミ
「チャンブール」でMS工房「匠」を営むMS鍛冶。ルーガの依頼でMSの製造を請け負っている。ダイキの父親リュウジともかつて面識があった。
ヤクヤク
両親と共に廃棄されたコロニーで、レンジャー隊としてコロニーに残された動植物たちを保護している。宇宙の男に憧れるが、今までコロニー外に出たこともUEに遭遇したこともなかった。
ザンギ・エール
大いなる翼を狙う未来のヴェイガン側の人物。未来で工房を狙うが、逃走する大いなる翼に掴まり現代の世界に現れる。強者との戦いを楽しむ戦闘狂であり、大いなる翼を狙ったのもあらゆる時代に存在する強者との戦いを望んだからだった。その操縦技能は搭乗機の性能も合わさることで、桁外れの実力を誇る。
キオ・アスノ
テレビアニメ本編と同一人物。未来の世界でダイキが出会った少年。ダイキのことは祖父（フリット）から聞いていたらしい。
イッテツ・サカイ
未来の世界で出会ったコテツ・サカイの孫。大企業お好み焼き専門店コテツ堂の御曹司で、祖父の友人である未来から来たダイキを助ける。
ゴード
未来の「大MSバトル大会」前大会優勝者。黄金のMSで大会に出場したが、飛び入りで出場したダイキに一撃で倒される。
コウメ・リュウザキ
特別編に登場。ダイキの母親でウメコの娘。若い頃の母と非常に似た容姿である。夫のリュウジをずっと探していた。搭乗機はノーマルのジェノアスだが、多数のヴェイガンの機体を相手に1体で全滅させる（しかもほぼ無傷）など、計り知れない実力を持つ。特別編でダイキとリュウジに再会した。

#### 『トレジャースター』の登場兵器

##### トレジャースター所属MS
AGE-1 ガンダムAGE-1（ダイキver.）
かつてリュウジ・リュウザキが仲間とともに造り上げたMSで、AGEデバイスを模した起動ユニットを持つダイキにしか起動できない。リュウジが消息を絶った後、定食屋の倉庫に隠されていた。フリットの搭乗するAGE-1と同じ形状をしており、トレジャースター合流後に「トレジャースター仕様」として左肩にTSロゴがマーキングされ、膝の黒が「T」に、胸のコクピットハッチ表面センサーは「A」から「T」に変更されている。初期武装はビームサーベルのみで、ジェノアスの武装も使用する。必殺技は最大出力のビームサーベルでバツ字に斬る「スタースラッシュ」。
元々は大いなる翼を破壊するために製作した機体だった:93,94頁。トレジャースター号からのトレジャースターキャノンを受けることにより一時的に限界を超えたパワーを発揮できる。
ガンダムAGE-1 フェニックス
ダイキのガンダムAGE-1が、ヤクヤクのコロニーに落ちたAGEビルダー型のカプセルに用意されていたフェニックスウェアに換装した新たなる形態。金色を基調としたカラーリングで、極めて高い機動性を誇る。装備は実剣とシールドで、「フェニックス（不死鳥）」を思わせる背中の4枚の翼が特徴で翼を変形させることによりさらに3形態のモード変形を可能にする。最強必殺技はトレジャースターのエネルギーによってパワーアップした状態で放つ「トレジャースタースラッシュ」。
フェニックスウェア キャノンモード
背中の翼を2対ずつ両肩にキャノン状に装着した射撃形態。必殺技は両肩のキャノンから放つ「フェニックスキャノン」。
フェニックスウェア シールドモード
シールド左右に4枚の翼を合体し大型シールドに変形させたモードで、強大な防御力を得る。
フェニックスウェア ソードモード
剣にシールドと4枚の翼を合体し大型剣に変形させたモード。必殺技は剣先の翼付きのシールドを分離させ遠隔操作でぶつける「ライジングシュート」と、大型剣で火の鳥状の斬撃を放つ「スターフラッシュF（フェニックス）」。
コテツジェノアス
コテツ・サカイ専用のジェノアスカスタム。武装や装甲に改良が加えられ、バックパックには4本のアシュラアームが内蔵されており、大幅な武装強化が可能となっている。頭部形状が通常のジェノアスと違い、バイザータイプの頭部となっている。
コテツジェノアス アシュラモード
コンテナウェポンの武装を装備したフルウェポン形態。アシュラモード時はアシュラアーム用操縦桿も使用する。必殺技は全弾撃ち尽くし（ぜんぶのせ）。
コテツジェノアス改
イッテツ・サカイ専用のコテツジェノアス改良機。腕が倍に増えた改良型のアシュラアーム改を装備しており、装備した武装も大幅に増加している。必殺技は全弾撃ち尽くし改（ぜんぶのせかい）。
ルーガエグゼス（Gエグゼス改）
ルーガの依頼でMS鍛冶タクミが製造したMS。両肩の大型バーニアが特徴で、バーニアの機動性とルーガの高い操縦技術を合わせた超高速戦闘を得意とする。ウルフ・エニアクル機とは頭部の形状も異なっている。主な武装はビームサーベルで通常の2本の他に足裏にも1本ずつ内蔵されている。必殺技はバーニアで機動性を高めた後に足裏内蔵のビームサーベルから蹴り放つ「ルーガスパイラル」。

##### その他のMS
ガンダムAGE-1 ノーマル
フリットが搭乗するMS。本編と同一の機体。詳細は「機動戦士ガンダムAGEの登場兵器#ガンダムAGE-1」を参照。
ゼノ（ルーガ専用機）
ルーガが使用するカスタム機。ズール海賊団から貸し与えられたMSで、裏切られたときに備え爆弾が仕掛けられていた。
ジラ
量産型MS。作中ではズール海賊団が使用する。
ジラ（バレル専用機）
バレル・ズールが使用するカスタム機。大型のヒートソードを装備する。
ジラ（マコト専用機）
マコト・ズールが使用するカスタム機。2本のヒ－トトマホークを用いた高速攻撃が特徴で、高速で斬りつける「マコトタイフーン」やトマホークを投げつける「マコトトマホーク」で攻撃する。
ジラ（ミユキ専用機）
ミユキ・ズールが使用するジラのカスタム機。新体操の道具のようなものを武器に使う変幻自在の攻撃が特徴で、クラブや、リボンのような特殊カーボン製武器「ビューティリボン」、フラフープのような武器「エレガントフラフープ」を使う。
デスペラード（ヤクヤク専用機）
ヤクヤクの使うMS。蓑のようなものを着込みツルハシを武器にする。数々のトラップでダイキたちを翻弄するが、UEには太刀打ちできなかった。
アデル
リュウジ・リュウザキが未来から現在の世界に来たときに乗っていたMS。この時代ではまだ開発されていないが未来では既に旧型となっている。
黒いMS（名称不明）
ザンギ・エールの使用する未来のヴェイガンのMSで、飛行形態の形状からゼダス系列の機体と思われる。未来で開発された機体だけあり、AGE-1フェニックス以外の機体では全く歯が立たないほどの高性能を誇る。武装はゼダスソードらしき実体剣と胸部に内蔵された大出力ビーム兵器「ヘル・フレイム」。
ガンダムAGE-3 ノーマル
キオ・アスノが搭乗するMS。未来へ向かったダイキとリュウジと接触し危機を救っている。詳細は「機動戦士ガンダムAGEの登場兵器#ガンダムAGE-3」を参照。

##### 艦艇
トレジャースター号
シリウスら宇宙キャラバン・トレジャースターのクルーが乗り込む、宇宙最速の超高速移動艦。マスト状の大きな推進装置が特徴。AGE-1と共に大いなる翼を手に入れる鍵となるらしい。MS格納ブロックは「リボルバーコンテナ」と呼ばれる回転構造をしており、コンテナウェポンなどの射出も可能となっている。ルーガの襲撃でマストが破壊されたがコロニー「チャンブール」での修理で改良され出力が30パーセント向上する:176頁。切り札として大出力ビームキャノン・トレジャースターキャノンを装備しているが本来の使用法はトレジャースターの蓄積したエネルギーをガンダムに送るための装置:180頁。

#### 『トレジャースター』の用語
大いなる翼
ダイキの父が語り、シリウスが探している伝説のお宝。実はリュウジが未来で偶然開発したタイムマシン:90頁。燃料には貴重な宝石フレイムストーンを使用している:136頁。
トレジャースター
トレジャースター号をアジトに宇宙を旅する自称なんでも屋の宇宙キャラバン。常人を超えたクルーがやりたいようにやっているならず者の集団と思われている:61頁。大いなる翼の探索だけでなく、クルーそれぞれが目標を持っている。初代キャプテンはダイキの父親のリュウジで、元々は大いなる翼を探すために結成された。
- トレジャースターの掟その1 仲間の夢をバカにしてはいけない
- トレジャースターの掟その2 仲間は絶対見捨てない

### 機動戦士ガンダムAGE 〜追憶のシド〜
『機動戦士ガンダムAGE 〜追憶のシド〜』は、『週刊少年サンデーS』2012年3月号から2012年12月号まで連載していた公式サイドストーリー。作者は中西寛。
物語は「第2部・アセム編」から「第3部・キオ編」の空白期間を描いており、本作の物語の内容や設定の一部がアニメ本編に採用されている。

#### 『〜追憶のシド〜』のストーリー
A.G.151年。火星建国のヴェイガンによる地球連邦の反乱の続く中、宇宙海賊の存在も台頭していた。キャプテン・アングラッゾを首領とする宇宙海賊ビシディアンで、次期キャプテンを自称するウィービック・ランブロは、アングラッゾの夢といわれる財宝を捜索中に謎の美女と遭遇する。

#### 『〜追憶のシド〜』の登場人物

##### メインキャラクター
ウィービック・ランブロ
本作前半の主人公。24歳。宇宙海賊ビシディアンのMSパイロット、乗機はGサイフォス。幼少時にアングラッゾにヴェイガンの襲撃から救われてビシティアンに入党:119頁、そういった経緯もありアングラッゾの一番弟子で次期キャプテンを自称する:12,13頁。熱血漢な性格だが、次期キャプテンを自称するだけあり、それなりに高い操縦技能を持つ。本来ならAGE-2ダークハウンドのパイロットに選ばれる予定だった:118頁。
アセムと共闘してシドを相手に戦うものの、暴走を続けるシドを止めることが出来ず、Gサイフォスを自爆させてシドを破壊することを決意。アセムからは命を粗末にするなと強く反対されるものの、自爆直前に脱出ポッドで脱出して必ず生き延びてみせるとアセムに強く約束する。そしてアセムが小型シドを引き付けている間にシドに取り付きGサイフォスを自爆させシドの撃退に成功するものの死亡。彼の人格はレウナ共々シドにデータとして取り込まれる。
後に再生したシドがバロノークを襲撃した際にシドの隙を突き、彼とレウナの人格が一時的に機能を掌握。アングラッゾやアセムに自らが既に死亡していること、人類は争いと共存するべきということを伝える。シドに人格を消去されそうになりながらも、EXA-DBの悪用を防ぐために去っていった。
後述の『UNKNOWN SOLDIERS』ではGサイフォスに乗り始めた時期や、スネークソードに換装したGサイフォスを駆る場面が描かれている。
レウナ・イナーシュ
ヒロイン。長い水色の髪の美女で、EXA-DB内部でコールドスリープしていたが、ウィービックにより発見され目覚める。EXA-DBの管理者を自称する科学者。ほとんど緊張感のないマイペースな性格だが、天才的な頭脳を持つ。彼女の父親はEXA-DBの開発者であるエドル・イナーシュ。
シドの破壊を懇願する父の意思を尊重し、ウィービックと運命を共にした。
アセム・アスノ
救世主とされる最強のMS「ガンダム」のパイロットにして、本作後半の主人公。28歳。後に「キャプテン・アッシュ」を名乗り、ビシディアンの首領となる。
「第2部・アセム編」本編と同一人物。詳細は「機動戦士ガンダムAGEの登場人物#アセム・アスノ」を参照。

##### 宇宙海賊ビシディアンのメンバー
アングラッゾを首領に、ドクロとスパナの紋章を掲げる宇宙海賊。
キャプテン・アングラッゾ
宇宙海賊ビシディアンの首領。68歳:19頁。右目に眼帯をしている。元連邦軍特殊部隊に所属していたが、連邦軍の不正に立ち向かいたった一人で宇宙海賊ビシディアンを作り上げた。「秘宝」が兵器関連のものである事を事前に把握しており、EXA-DBを手に入れ連邦軍を打ち倒すことを目的としている。そのためEXA-DBの管理者であるレウナの処遇を巡ってウィービックと対立することになる:97-107頁。
治療法が存在しない病に侵され、既に末期状態にある:120頁。最終話でアセムに後を託し息を引き取る。以前はMSパイロットであり、幼少時のウィービックの命を救っている。当時の乗機はGエグゼス ジャックエッジ:117頁。本編では第45話のアセムの回想シーンで彼らしき人物がシルエット状態で写っている。
ギスパード・ラーグーン
宇宙海賊ビシディアンの参謀。キャプテンの座を狙っており、ウィービックやアセムを良く思っていない:105頁:9頁。アセムを亡き者にしようとするが、それを見抜いたラドックに射殺された:71頁。
ギムル・マニング
Gエグゼス ジャックエッジのパイロット。35歳:17頁。謎の巨大MSからウィービックを庇って撃墜される。
シャズーイ・ブリーズ
女性MSパイロット。29歳:17頁。謎の巨大MSに撃墜される。
ダム・ブレイディ
MSパイロット。18歳:17頁。謎の巨大MSに撃墜される。
ラドック・ホーン
MSパイロット。当初はアセムに対し不快感を露わにするが、アセムが負傷したままで仲間を助けたことを知り認識を改める:154頁。その後はアセムの理解者となる。詳細は「機動戦士ガンダムAGEの登場人物#ラドック・ホーン」を参照。

##### 地球連邦軍所属
ラーガン・ドレイス
連邦軍第七宇宙艦隊所属のベテランパイロット。65歳。階級は少佐。ジェノアスIIに搭乗する。高齢ながらなお現役パイロットに拘っている。宇宙海賊討伐部隊の部隊長を務める。諸般の事情からウィービックとは因縁の関係となる。
「第1部・フリット編」本編と同一人物。詳細は「機動戦士ガンダムAGEの登場人物#ラーガン・ドレイス」を参照。
アダムス・ティネル
連邦軍第七宇宙艦隊の司令官。
「第1部・フリット編」本編と同一人物。詳細は「機動戦士ガンダムAGEの登場人物#アダムス・ティネル」を参照。

##### その他
ラクト・エルファメル
キャプテン・アングラッゾに協力する人物。
「第1部・フリット編」本編と同一人物。詳細は「機動戦士ガンダムAGEの登場人物#ラクト・エルファメル」を参照。
エドル・イナーシュ
レウナの父親でEXA-DBの開発者。既に故人であるが自らの人格をコピーしシドの制御プログラムに組み込んでいた:11頁。シドの暴走でコピー人格はプログラムの奥底に封印されていたが、レウナの目覚めで封印が解かれレウナと再会を果たすが:11頁シドの暴走を止める事ができないため破壊を懇願し:12頁、Gサイフォスの自爆と共に散った。本編第35話での回想シーンに彼と思われる人物が写るシーンがある。
ドネル・デネーブ、マリリン・デネーブ
アングラッゾが連邦軍にいた頃の同期:5頁。仲間であったグース・マイルスがヴェイガンと内通していたことがマリリンにばれ、彼女と乱闘の末に死亡したことがアングラッゾにビシディアン旗揚げを決意させるきっかけとなった:79-89頁。

#### 『〜追憶のシド〜』の登場兵器

##### 宇宙海賊ビシディアン所属MS
襲撃時の視認性を考慮し黒を基調としたカラーリングが特徴。各機体には海賊を意識した装飾や装備がなされている。
BMS-005 Gサイフォス
BMS-004 Gエグゼス ジャックエッジ
BMS-003 シャルドール ローグ
AGE-2DH ガンダムAGE-2 ダークハウンド

##### 地球連邦軍所属MS
ジェノアスII
作中では65歳のラーガン・ドレイス機として登場。卓越した操縦技術を以てGサイフォスと互角の戦いを繰り広げる。
シャルドール改
アデル
ガンダムAGE-2 ノーマル
本編に登場したものと同一の機体。第2部終盤時同様のホワイトカラー仕様になっている。シドとの戦闘で大破する。

##### 艦艇
戦艦バロノーク
宇宙海賊ビシディアンが根城とする戦艦。元は地球連邦軍の最新鋭艦であったが、アングラッゾがビシディアン旗揚げの際に奪取した。
ダーウィン級宇宙戦艦
地球連邦軍の主力戦艦。

##### EXA-DBの兵器
シド

#### 『〜追憶のシド〜』の用語
EXA-DB（エグザ･ディービー）
「銀の杯条約」締結当時の連邦政府により、秘密裏にコロニー国家間戦争までの軍事技術などが収められたデータバンク。作中では何者かによるハッキングを受けた形跡があり、データの一部が既に外部に流出していた。そのデータは地球とヴェイガンのミリタリーバランスを崩壊させかねないとされ、ビシディアン、ヴェイガン両陣営からは「呪われた秘宝」と称している。TV本編第3部の80年前（A.G.80年代頃）に、ヴェイガンの指導者イゼルカントがハッキングを行い、データの一部を入手し地球圏の技術水準を凌駕する技術内容を習得したとされる。
宇宙海賊ビシディアン
元連邦軍士官キャプテン・アングラッゾが興した宇宙海賊。連邦軍に対する私掠行為や、臨検活動の妨害などを行う反連邦組織だが、同時にヴェイガンに脅かされているコロニー住人への救援も行っている。設立時期は不明だが、地球連邦が地球中心の政策を執り始めたA.G140年代頃より活動していたと思われる。コロニー「ファーデーン」の旧国家派閥とは関係が深く、装備しているMSもマッドーナ工房製のものを主力としているなど、豊富な戦力と幅広い人脈を有す。
エンブレムは髑髏に交差した骨（上腕骨・大腿骨）に見立てたスパナをあしらったデザイン。
TV本編第3部にも登場。リーダーはキャプテン・アッシュことアセム・アスノが務めており、連邦軍内部に存在するヴェイガンの内通者を粛清しているとされる。

### 機動戦士ガンダムAGE UNKNOWN SOLDIERS
『月刊ホビージャパン』2012年7月号から2013年5月号まで連載されていた外伝作品。過去のMSV系列作品と同様の展開になる。

### 機動戦士ガンダムAGE EXA-LOG
『電撃ホビーマガジン』2012年7月号から2013年6月号まで連載されていた外伝作品。過去のMSV系列作品と同様の展開になる。

## ゲーム展開

### 関連ゲーム
ゲイジングバトルベース
プラモデルやフィギュアと無料ゲーム機との連動企画。関連商品に埋め込まれたチップを読み取ることで、所持している商品をゲームに反映させるというもので、関連商品も多数発売され、マルチ展開の新形態として大きな期待が寄せられたが、結果的には全く振るわず、2013年1月末をもって稼動を終了した。
ガンダムトライエイジ
フラットパネルリーダータイプのトレーディングカードアーケードゲーム。アニメと完全連動したキャンペーンバトルを展開。
機動戦士ガンダムAGE ユニバースアクセル / コズミックドライブ
2012年8月30日発売（当初は8月9日発売予定だった）のPlayStation Portable用ソフト。3DのRPGで、ゲーム内のMSは同じレベルファイブから出ている『ダンボール戦機』シリーズのロボットと同様に4 - 5頭身にデフォルメされている（従来のSDガンダムは3頭身なので、デフォルメの度合いが違う）。ゲームの内容はアニメとは異なる展開になっているところもあり、ゲームオリジナルのウェアや派生MS（元となるMSの色替え）も多数登場する。『イナズマイレブン』や『ダンボール戦機』といった、他のレベルファイブのメディアミックス作品と同様に、アニメの最終回に先駆けて、ゲーム内でストーリーの結末までが描かれている。
ストーリーモードとは別に、育成・改造したモビルスーツを使って3人までのプレイヤーで様々なミッションをクリアする「クロスプレイミッション」が存在し、ユニバースアクセルでは宇宙世紀のモビルスーツが、コズミックドライブでは『機動戦士ガンダムSEED』や『機動戦士ガンダム00』のモビルスーツがゲストで登場する。「100万本売れるガンダムゲームを作る」をスローガンに掲げ、本作品の中核をなすプロジェクトであったが、総販売本数は55,455本に終わり、商業的には大惨敗となった。

### クロスオーバー作品
SDガンダム GGENERATION 3D
2011年12月22日発売のニンテンドー3DS用ゲーム。『AGE』がGジェネシリーズ初参戦となる。なお、登場キャラクターとユニットは第1部・フリット編（アニメ第10話まで）のみとなっている。
SDガンダム GGENERATION OVER WORLD
2012年9月27日発売のPlayStation Portable用ゲーム。『SDガンダム GGENERATION 3D』と違って第1部・フリット編は最後まで収録されているが、「ファーデーン」のキャラクターやMSなどは削除されている。また、第2部・アセム編はアセムとガンダムAGE-2ノーマルしか登場しない。
機動戦士ガンダム エクストリームバーサス マキシブースト
2014年3月6日稼動開始のアーケードゲーム。『AGE』がVSシリーズ初参戦となる。稼動当初からガンダムAGE-1とガンダムAGE-2が、アップデートでゼイドラとガンダムAGE-3が登場している。また、AGE-1のアシストでGエグゼスとデスペラード、AGE-2のアシストでGバウンサー、ゼイドラのアシストでクロノス、AGE-3のアシストでクランシェ、ボス機体としてヴェイガンギア・シドが登場する。
スーパーヒーロージェネレーション
2014年10月23日発売のPlayStation 3・PlayStation Vita用ゲーム。『MEMORY OF EDEN』名義での参戦となる。第2部・アセム編のユニットやガンダムAGE-2ダークハウンドが登場する。
スーパーロボット大戦BX
2015年8月20日発売のニンテンドー3DS用ゲーム。『AGE』がスパロボシリーズ初参戦となる。ストーリーは第1部・フリット編からではなく、第三部・キオ編から開始される。
SDガンダム GGENERATION CROSSRAYS
2019年11月28日発売のPlayStation 4・Nintendo Switch・Microsoft Windows（Steam）用ゲーム。有料ダウンロードコンテンツとして本作のキャラクターやユニットが一部登場する。
SDガンダム GGENERATION ETERNAL
2025年4月16日リリースのアプリゲーム。『AGE』、『MEMORY OF EDEN』、『UNKNOWN SOLDIERS』からユニットが登場する。

## ラッピング電車

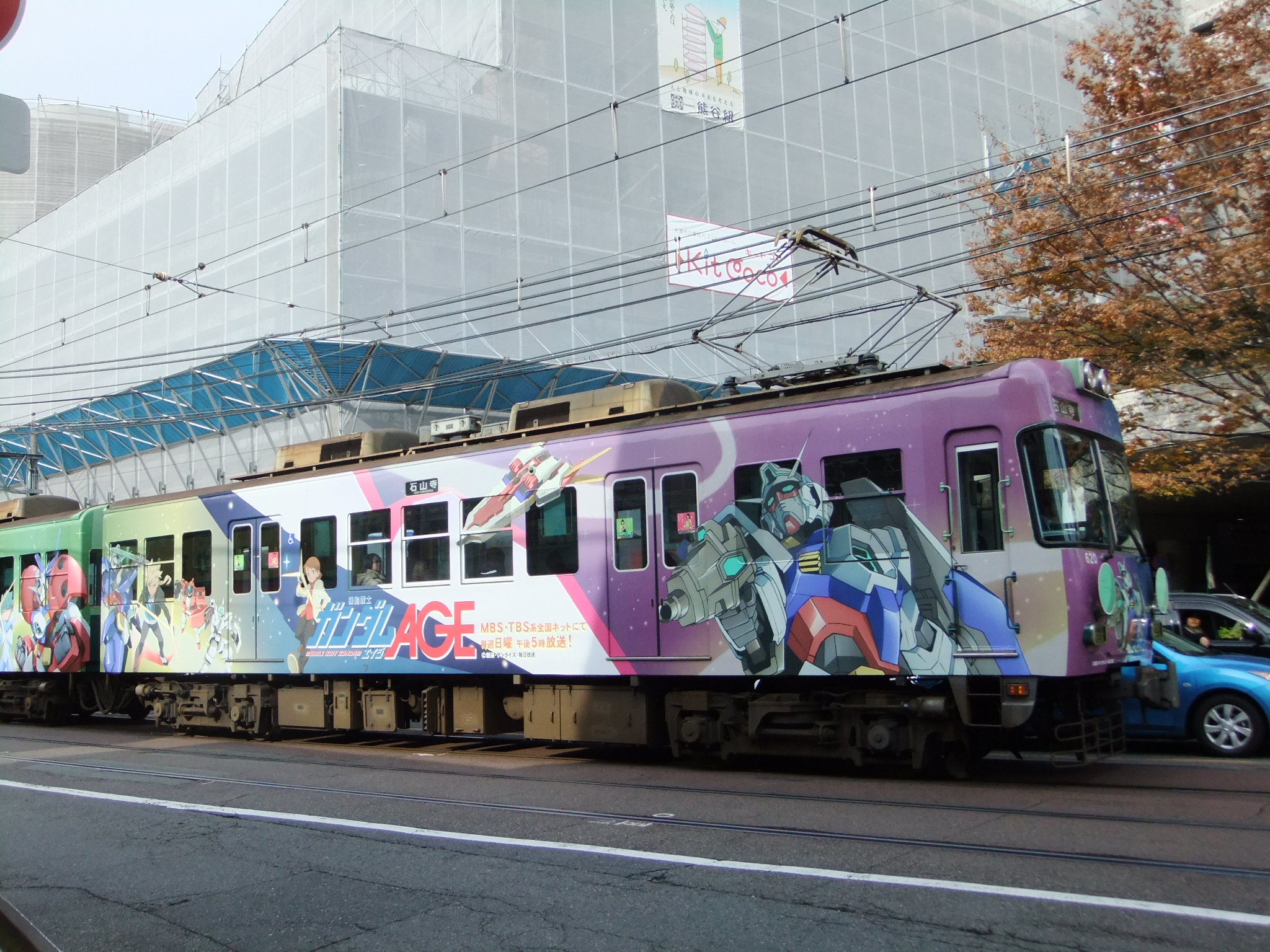
京阪619Fラッピング電車

- 京阪石山坂本線にて、2011年10月17日から約1年間、600形619Fのラッピング電車が運行された[144][145]。